# 望月圭介
望月 圭介（もちづき けいすけ、1867年4月1日〈慶応3年2月27日〉 - 1941年〈昭和16年〉1月1日）は日本の政党政治家。広島県出身。

## 概略
衆議院議員当選13回。自由党から立憲政友会に所属した生粋の政友会党人。政治生命をほぼ党のために尽くし裏方に徹し、特に調停役として手腕を発揮した。原敬総裁により幹事長に抜擢され、高橋是清総裁時代に3度、計4度幹事長を務めた。閣僚は3度、田中義一内閣の逓信大臣のちに内務大臣、岡田内閣の逓信大臣。1928年昭和天皇即位の礼の時の内相（警備最高責任者）であり、1936年二・二六事件の時の閣僚である。
熱心な浄土真宗門徒として知られている。通り名に「人情の人」「人使いの名人」「（清元節の）通人」があり、特に「人情大臣」として著名。最終学歴は明治英学校中退、あるいは共立学校卒業。「学問こそないが人間学の極意を極めている」と称された人物。

## 生涯

### 若年期
瀬戸内海芸予諸島の大崎上島、豊田郡東野村矢弓（現豊田郡大崎上島町矢弓）出身。生家は屋号・御下屋、特に「大望月」と呼ばれた島内最大の廻船問屋で、1867年（慶応3年）父・東之助、母・リツの三男として生まれる。幼名は三郎。
「家名を汚すな」「仏の道に違うな」と母・リツによって厳しく育てられた。望月が安芸門徒となったのは両親の影響である。姥によると風邪一つ引かない丈夫な子どもであったという。腕白で正義感の強い子どもであったという。当初小学校は存在していなかったため、正光坊の寺子屋で学ぶ。のち矢弓に小学校が創立したことによりそちらへ移る。さらに父・東之助は兄・俊吉と望月圭介のために家庭教師もつけていた。成績優秀ではあったが、一番ではなかったという。

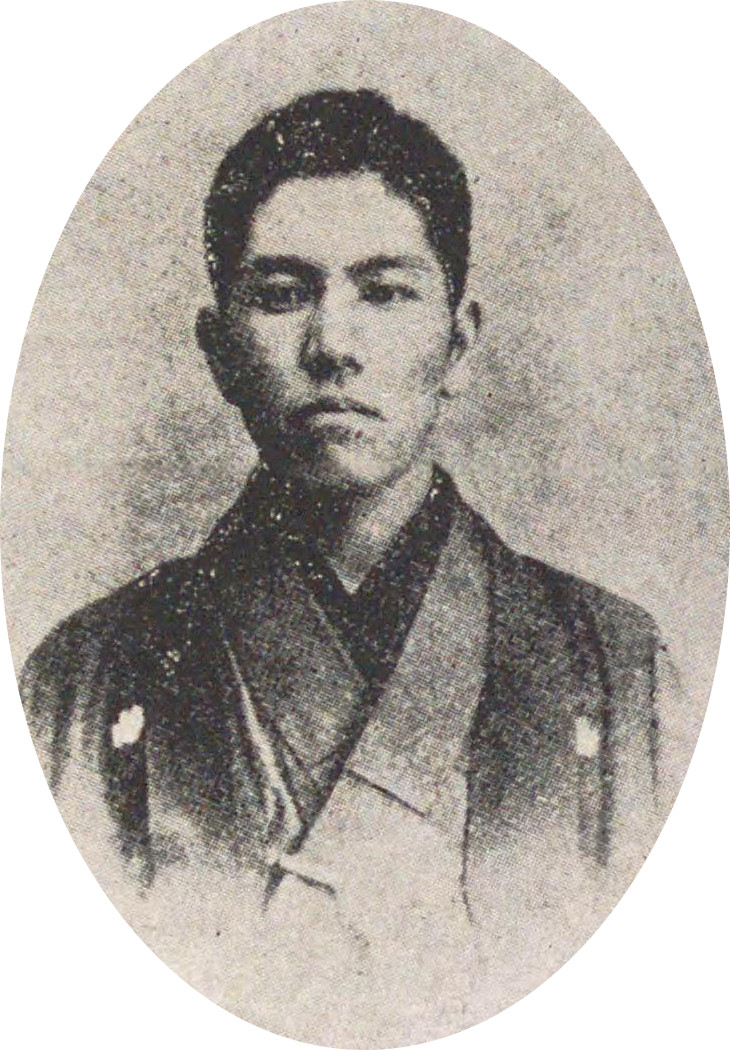

1880年（明治13年）13歳の春、遊学のため兄・俊吉と家庭教師とともに上京する。当時望月家は品川台場への石材運搬に絡んでいたため東京の情勢を知っており、父・東之助の意向で遊学することになった。望月はまず近藤真琴の私塾・攻玉社中年部（現攻玉社中学校・高等学校）へ入学する。推測ではあるが、攻玉社が商船学校を付属していたことから測量航海術を学ぶため、また数学を学ぶため、と家業に役立つことから入学したとされている。攻玉社の同窓ではないが同じ寄宿舎には鈴木喜三郎がいたという。そして理由は不明であるが、1881年（明治14年）高橋是清の共立学校（現開成中学校・高等学校）へ転じる。1883年（明治16年）同校卒業、同級生あるいは同年卒に床次竹二郎・石塚英蔵・秋山定輔・谷口留五郎・白仁武・鈴木天眼・一宮鈴太郎・井上辰九郎・服部宇之吉・芳賀矢一・橋本左五郎・大森房吉・岡田竹五郎・有坂鉊蔵・北島多一らがいる。
のち明治英学校で学んだとしているが、確証が得られるソースがないことから現在流通している経歴では触れられていないものもある。また資料によっては大学予備門で学んだとするものもある。
ただ勉学は途中で終わったことから、結局望月は高等教育を修めていないことになる。

### 家業
1883年（明治16年）あるいは1884年（明治17年）、父・東之助により遊学を止め帰郷せよ、と言われる。望月家はこの頃三菱の高島炭鉱からの石炭の輸送を一手に引受けさらに石炭販売と業務を拡大しており、人手が足りなくなったため呼び戻されたのであった。長崎に出向き、叔父・源九郎の助手として働き始める。そして三菱支店長の紹介で、松島炭鉱（現三井松島産業）での運搬・販売に加え採掘権を得ることになり、兄・俊吉と共に松島での業務に勤めた。望月の仕事を鉱山業としている資料があるが、それはここから来ている。
1895年（明治28年）、ハルと一度目の結婚をしているが、母・リツと折り合いが悪かったためすぐに別居し、1897年（明治30年）正式に離婚している。
1895年台湾へ旅立つ。この年から台湾の日本統治が始まり、広島県会議員および商工会議所有志らと一緒にその視察および県産物の販路拡大を目指して渡航したものだった。また兄・俊吉が甲申政変直前の朝鮮に渡り鬱陵島の木材を用いて造船の請負販売する契約を金玉均と交わしたことがあり（甲申政変で金が失脚したため執行されず）、望月もこれを見習って台湾で一旗揚げるつもりで渡航したという。ただ、台湾ではマラリアを患い志半ばにして帰国した。このマラリアで生死の境をさまよった経験がその後の生き様に大きく関係することになる。
1897年（明治30年）、チサトと二度目の結婚。そしてこの時期に兄・俊吉が自由党に属し政治活動を始めるようになる。また望月は時期は不明だが、父・東之助に代わって東野村長を務めていたことがあった。

### 国政へ
1898年（明治31年）31歳の時に兄・俊吉に続く形で自由党へ入党、第5回衆議院議員総選挙に出馬した。それ以前に県会議員への出馬を進められていたことがあったが断っており、「俺は初めから檜舞台で働くのだ、1回や2回の落選は覚悟の前だ。」と国政へ打って出たのである。また当時は制限選挙で戸籍上は兄・俊吉の養子として出馬している。当然知名度はなく落選した。
1898年第6回衆議院議員総選挙にて自由党から立候補し初当選。ただ、その後は1902年（明治35年）第7回落選（立憲政友会）、1903年（昭和36年）第8回当選（政友会）、1904年（明治37年）第9回落選（中立）、1908年（明治41年）第10回当選（政友会）、と落選当選を繰り返し、1912年（明治45年）第11回は失格者が出たため繰り上げ当選（補欠当選）と、苦戦を強いられていた。明治時代においては確固たる地盤ができていなかったのである。兄・俊吉が常に選挙参謀であり不正を許さなかったため、選挙活動でいわゆる裏工作をするものはおらず逮捕者は出なかったが苦戦を強いられていた。そして1915年（大正4年）第12回以降、順調に当選していった。選挙区は一時期立憲民政党山道襄一と争ったが、堅固となった望月の選挙地盤では負けることはなかった。
また代議士となり東京を拠点に暮らすことになるが、明治末期から大正初期にかけて経済的に困窮していた。この頃になると家業の廻船操業は落ち目になり、さらに兄・俊吉も地元で議員として活動しており望月家は2人分の活動資金がかかったためで、仕送りは減っていた。およそ代議士らしくない姿には、党内外で陰口を叩かれたという。活動資金が必要となり金策に走り回ったことがあるが利己的に強引に集ったりはせず、清貧を貫いていた。こうした望月に支援者が増えていった。

### 立憲政友会
当初所属した自由党のちの憲政党時代の望月は重要な活動はしていないことから、当時のことははっきりとわかっていない。
1900年（明治30年）伊藤博文総裁で立憲政友会結成。望月は移ることになる。初めての役職は1901年（明治34年）第4次伊藤内閣崩壊後、中国・近畿遊説部隊員の一人に選ばれたもの。明治30年代は日清戦争の勝利で急速に成長した日本の資本主義が、帝国主義へ移って行く時期で、藩閥政府と政党との提携がはじまっていく時代であり、その中で望月は政党政治家として党本来の面目を獲得することに尽力し、一度正しいと思ったことには妥協せず貫いた。
この政党はいわゆる寄り合い所帯であり、結成後早くも内紛した。第1次桂内閣予算編成において、政府は日清戦争後対ロシア対策として軍拡に迫られておりその財源として地租（固定資産税）増徴で当てようとした。一方政友会は日清戦争での賠償金で当てるべきとし地租に手を付けるべきではないと主張した。この政府案で妥協する“軟派”と党案を推し進める“硬派”で党内の意見が割れたのである。硬派には特に地租の増徴を避けたい地方選出議員で構成され、望月もこれにまわることになる。結局党は妥協案を受け入れ硬派の中心は除名で決着となったが、この対立構造は火種として残ることになる。
1902年（明治35年）第7回衆議院議員総選挙で政友会は189議席を獲得するものの、望月自身は落選。同年第17回帝国議会でも同じ問題である地租増徴でもめ妥協はならず、同年12月解散。解散後の臨時選挙である第8回衆議院議員総選挙で望月は当選するのである。第8回選挙後、桂と伊藤とで妥協交渉が行われ合意に至ったが、党“硬派”少数議員は反発し党組織改革運動に展開、望月もそのなかの一人となった。1903年（明治36年）第18回帝国議会では妥協案否決、そして望月も名を連ねた硬派により問責決議が提出された。その後、議員総会が行われ伊藤の切り崩しにより政府案賛成が圧倒的となり“問責組”は脱党するしかなくなった。
こうして第18回議会閉会後である1903年6月、広島県選出議員全員とともに望月は脱党した。

### 離党から復帰

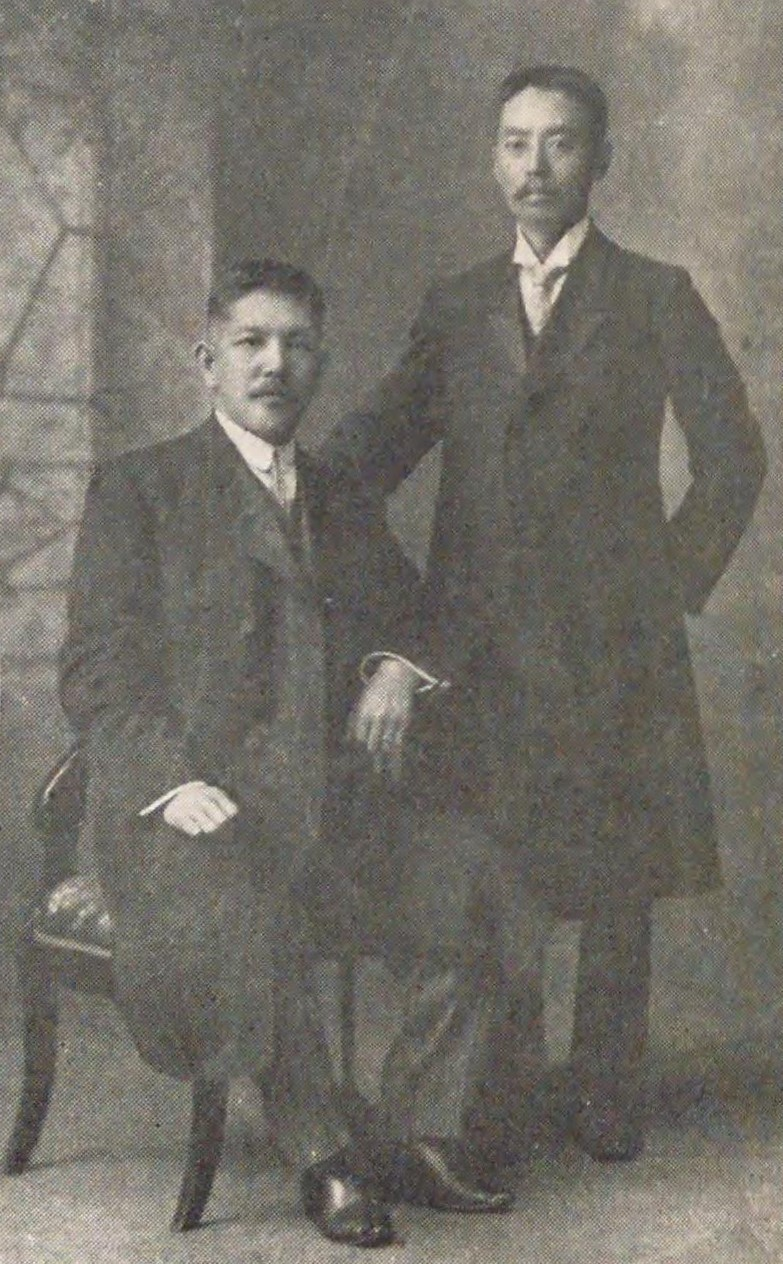
尾崎行雄と

脱党後、同じく問責脱党組である尾崎行雄が主催し「純潔健全派」と称した藩閥政府に対峙する20人からなる同志研究会に所属する。1903年（明治36年）第18回帝国議会にて奉答文事件が起こり衆議院解散。1904年（明治37年）日露戦争勃発、同年第9回衆議院議員総選挙では中立（無所属）で出馬したが落選した。1905年（明治38年）3月まで同志研究会で数度会合した後　ハワイで出征軍人家族への援助寄付金集めに奔走した。なお同志研究会は戦争終結頃に解体となり、立憲政友会に復帰することになるが、議員ではないため役員等にはついておらず顕著な活動は行っていない。
1908年（明治41年）第10回衆議院議員総選挙にて再当選。1909年（明治42年）党大会で中国代議士から協議員に選出され、同年第26回帝国議会前に政務調査会第5分科（逓信・農商務）理事に任命された。戦争時の増税の後処理を行っていた時期であり、望月は税制を整理し減税を主張した。立憲政友会は第一党であったが藩閥政府に弱腰で妥協は続いたが、それを党の大多数は支持した。決裂後の衆議院解散を恐れていたためである。それに対して望月は党幹部反対派の姿勢は崩さなかったものの、かつて問責脱党組でそのとき幹部反対派は望月と日向輝武しかいない状況であった。
大正政変の時代だった。官僚藩閥は衰退し政党が民衆勢力を背景に飛躍する時代であった。望月は正しいと思ったことには妥協せず貫いた。40歳前後の血気盛んなこの時期いわゆる“ヒラ代議士”の身分であったが、地方の経済状態改善のため藩閥政府に対峙し、議会では大暴れしていた。
政友会内での出世は遅い方であった。30歳ぐらいまで全く政治の舞台に立たなかったこと、1912年（明治45年）第11回衆議院議員総選挙では失格者が出たため繰り上げ当選（補欠当選）したことなどこの時代まで選挙地盤が弱かったこと、法制や財政などの専門的分野に特化しなかったせいであり、若い議員の後塵を拝していた。出世の遅かった理由について鵜澤總明は、望月が常に人を先に立てて自分は一歩下がって党のために尽力していたため、と述べている。望月は1912年（明治45年／大正元年）院内幹事就任、1914年（大正3年）から1918年（大正7年）まで毎年幹事を務めた。若手時代の小坂順造は議員としては先輩にあたる望月と一緒に幹事を務めたという。横田千之助が頭角を現した際には「お前は外で働け、俺は中で働く」と横田を前面に出し望月はそのサポートに徹した。1917年（大正6年）次の衆議院議長をめぐって党内で大岡育造と小川平吉が対立した際には、議員として先輩でありかつて同じ問責脱党組であった小川に対し望月は持論を述べ説得し議長候補を辞退させている。すべて愛党精神からの行動であったが、こうした党内調整が徐々に評価されていった。
そして1915年（大正4年）第12回衆議院議員総選挙以降、望月の選挙地盤は確立し順調に当選していった。

### 幹事長に
1918年（大正7年）衆議院代表シベリア出兵慰問団団長となる。これは当時寺内内閣が米騒動によって倒れる寸前で、次の政権が立憲政友会に回ってくることを見越して議員の多くが役職につこうと根回しするため東京を離れようとしなかったため、望月が「よし誰も行かないのなら俺が行こう」と名乗りを上げたことによる。重要な役職についたことがないヒラ代議士であったが、衆議院の代表として行くことには党の内外問わず誰からも反対されずむしろ最適任者だと歓迎された。慰問先のシベリアでは、形式的なものではなく、精力的に慰問した。随行した記者の青木精一は、列車での行脚であったが夜更けであっても兵士を見かければ止めさせたとえ数人の兵士でも見つけると慰問した、ことを記し、また記者の野依秀市は、慰問を受けた兵士たちが「代議士の中にもこんな気持ちのいい立派な人がいるのか」と感激していた、と記している。同じく記者の鈴木文史朗はこれ以前まで望月は新聞記者の間であまり評価されていなかったと証言しており、この時の望月の名演説で将兵が涙したという話が「人情の人」としての最初の評判になる。
このシベリア慰問の最中、日本初の本格的政党内閣である原内閣が誕生、そして原敬総裁によって望月は幹事長に抜擢されるのである。望月が51歳のときである。就任時に以下のようなことをコメントしている。

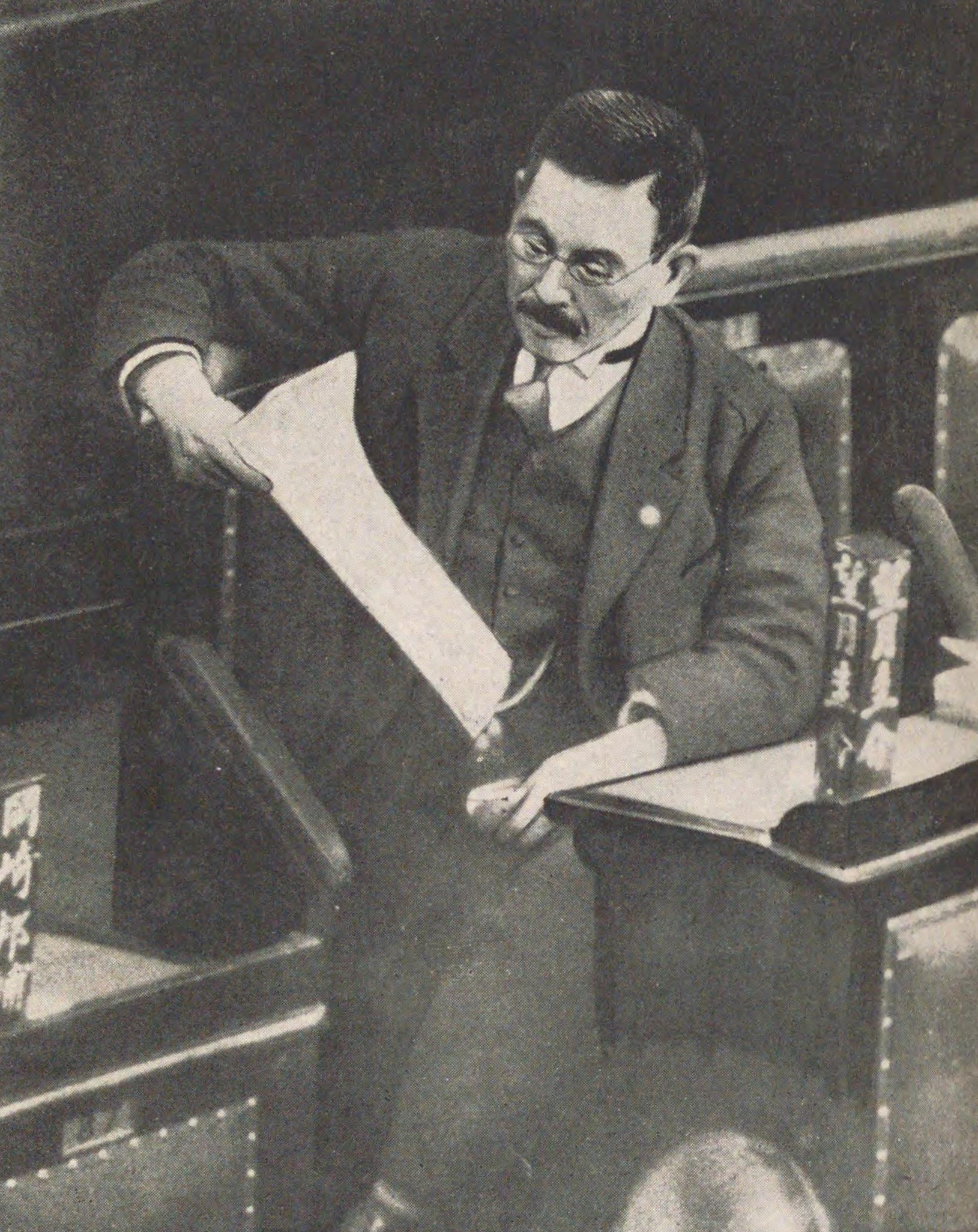
幹事長時代

原の手腕によってこの内閣時代は政友会にとって黄金期となった。望月は原に心服しその期待に応え、原も望月を信頼した。望月は裏方に徹しそして強情であった。幹事長はこの時も含めて4回務めることになるが、これは政友会史上で望月だけになる。
- 選挙になると公認や資金をもらうため幹事長である望月の前に何人もの議員が並んだが、「水泳の選手じゃああるまいし裸で飛び出されてたまるか」とよく面倒を見た。彼らが党の意向に反する言動をすると「赤ん坊の頃におしめを洗って貰ったことを忘れて一人で大きくなったような顔をしとるワイ」とひと睨みしたという[79]。
- 米の値段をめぐって高橋是清蔵相と山本達雄農相が大衝突した。原が調停に入ったが収まらず、原は当時農商務省の勅任参事官も務めていた望月に山本の説得を依頼した。ところが望月は高橋の方に向かい一晩中説得すると高橋が折れた。そして望月が2者の間に入って調整した[80]。
- 床次竹二郎内相が作成した市町村会議員の選挙資格者等級全撤廃案は、他の閣僚が揃って反対の意を示した。原は「首相も内相も等しく陛下の親任を頂いているものだ、自分が内相の存意を強制的に左右することはできぬ」と望月に床次を説得し修正するよう頼んだ。望月は了承し床次と交渉すると、床次は修正案を提出した[81]。なお床次と望月は共立学校の同級生にあたる。
- 木内重四郎京都府知事汚職疑惑いわゆる豚箱事件において人権蹂躙があったとして、弁護士原嘉道は旧知の仲で司法大臣も兼務していた原敬のところに訴えに来た[82]。原敬は理解を示すと、原嘉道は次は議員たちにも訴えようと与党多数派だった政友会に向かうと、望月が対応し便宜を図った[83]。なお木内は憲政会総裁加藤高明の娘婿、つまり政友会にとっては政敵の親族にあたるが、原敬も望月も感情に流されず政治の問題として取り扱った[84]。

1920年（大正9年）7月総務となる。

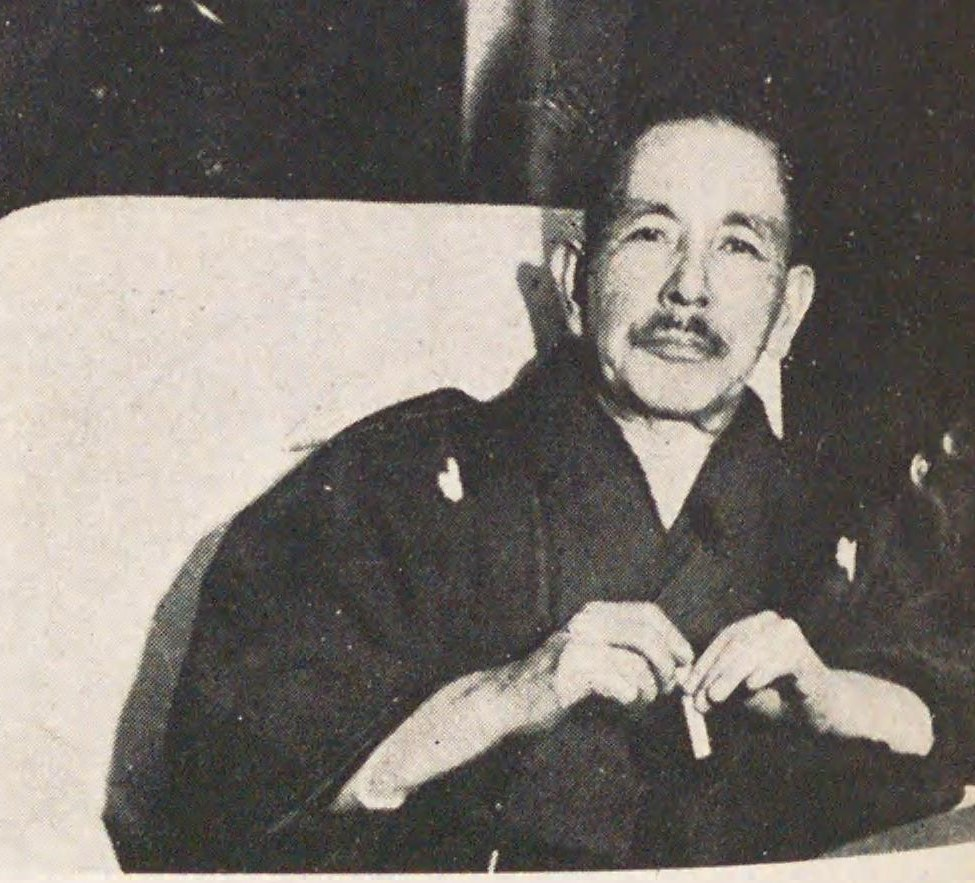
総務時代

1921年（大正10年）11月4日、原敬は京都で開かれる政友会近畿大会へ向かう途中の東京駅乗車口で襲撃される（原敬暗殺事件）。この時、望月は原に随行しており、元田肇・中橋徳五郎・小川平吉らと共に原を駅長室に運び込み応急処置をしたが手遅れだった。当時党幹部で在京だったのが、総務の望月と、幹事の河上哲太・一宮房治郎・森恪のみであったため、望月が後処理の陣頭指揮をとった。まず西園寺公望をはじめとする所属両院議員・各府県支部に総裁兇変を通知すると、同日夜に最高幹部会を開催し最善策を協議する。翌5日、協議会を開き望月により総裁薨去の報告、党葬の決議、などが進められ、以降事務処理に追われた。原の地元盛岡で行われた本葬に党本部代表として出席している。

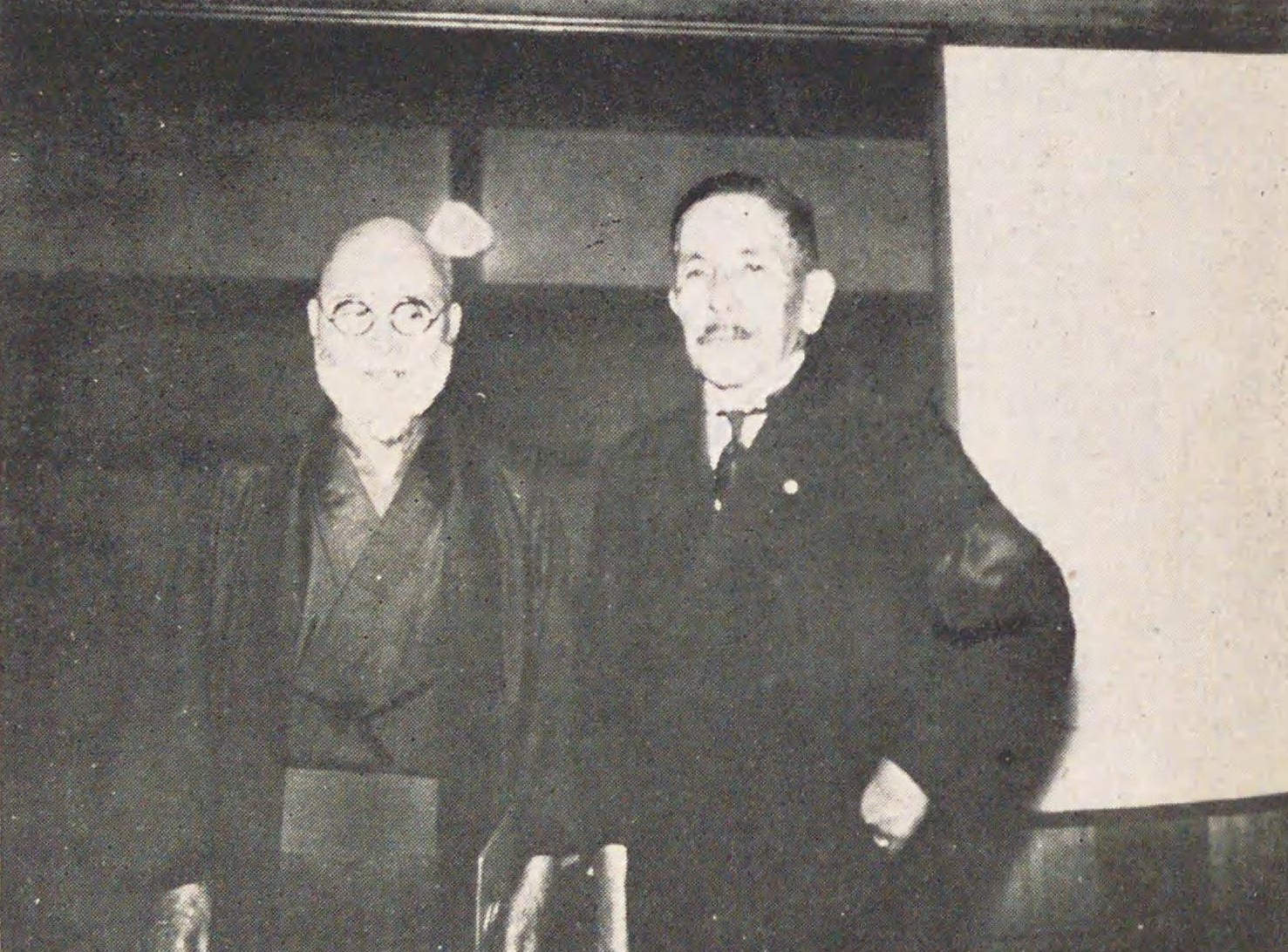
高橋是清と

原の後は高橋が引き継ぎ高橋内閣が成立する。その後は加藤友三郎内閣、第2次山本内閣、清浦内閣と短命の非政党内閣が続いた。この間、政友会から政友本党が分裂、政友会は第一党の地位を失っている。この時期の望月はというと、政友会で幹事長あるいは総務を務め、高橋総裁を裏方として支えており表立った活躍はなかった。1923年（大正12年）関東大震災では東京の自宅に長女と2人いたが無事だった。
1924年（大正13年）憲政会・政友会・革新倶楽部の護憲三派連立内閣・加藤高明内閣が発足する。1925年（大正14年）農林および商工大臣を兼務していた高橋が引退することになりその後任として望月が商工大臣に推薦されたが、望月は固辞し岡崎邦輔を推薦した。岡崎はもう年だからと望月を推薦しお互い譲り合う状況になったが、望月が岡崎を口説くと結局大臣になることになり、岡崎が農林大臣に移り、野田卯太郎が商工大臣となった。
このように大正時代まではひたすら裏方に徹していたのである。

### 逓相
昭和金融恐慌発生に端を発して第1次若槻内閣が倒れた際に、郷里から選挙区の人たちが東京の望月の家にやってきて、次は立憲政友会内閣になるから今度こそは大臣になってくれ何のために応援しているのかわからん、と頼みこんだ。望月は相変わらずやる気はなかった。ちょうどその時に田中義一から大臣要請の電話があり一考すると答え電話を切ると選挙区の人たちが、ぜひ受けろ望月はいいかもしれないが自分たちが困る、と騒いだ。これに取材に来ていた新聞社も決まったものとして騒いだ。望月は喧騒を離れ自室にこもり「自分自身だけでは生きて行けぬ世の中じゃな」と一考していると、再び田中から電話があり大臣承諾の返事をした。これに喜んだ人たちで望月家は大騒ぎとなった。望月が60歳の時のことである。

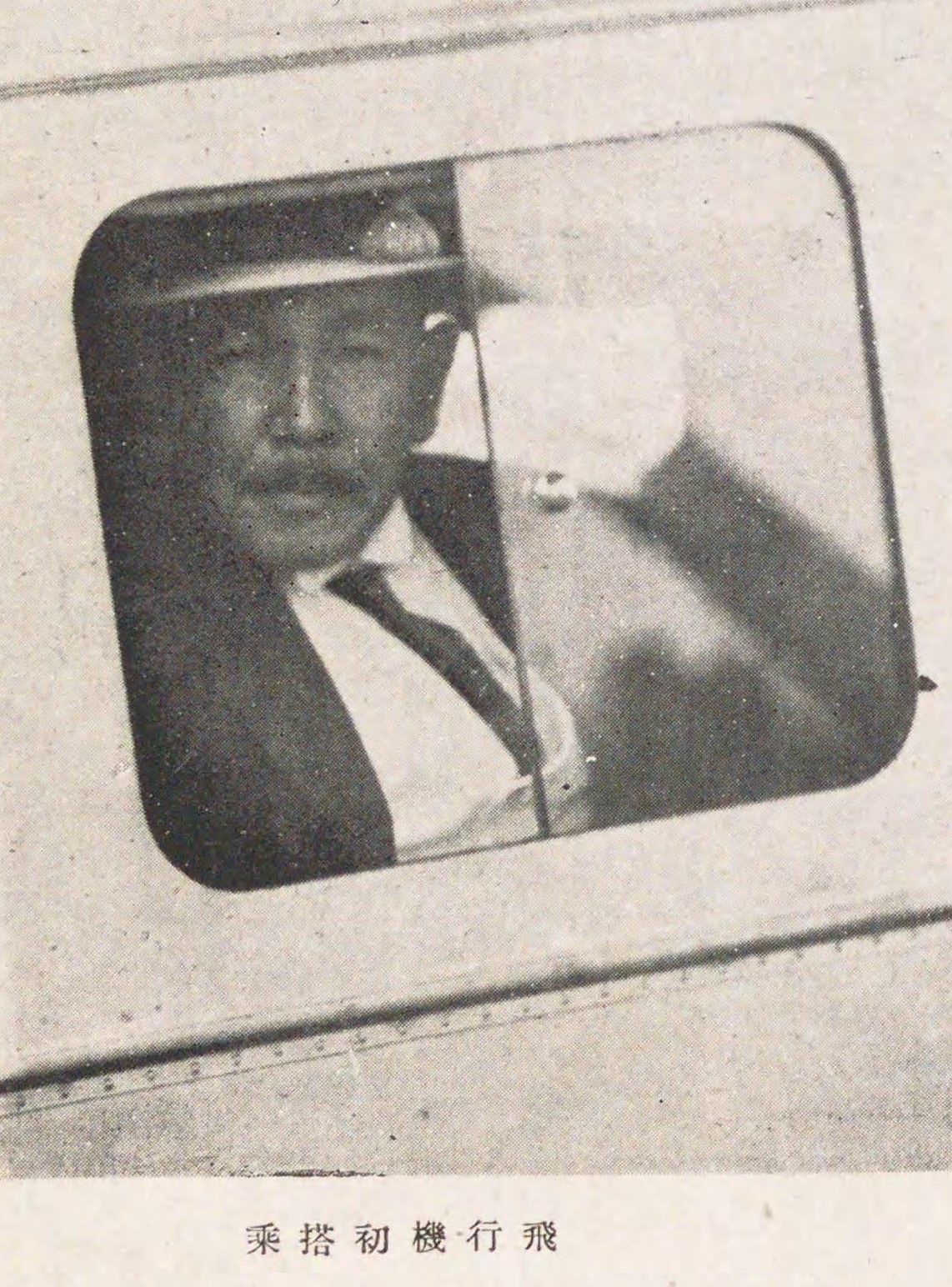
飛行機に初搭乗する望月逓相

1927年（昭和2年）4月20日 付で田中義一内閣での逓信大臣に就任した。望月は逓信官僚に対して「私は何も知らない。君ら、最も良いと確信するところをやってくれ」とほぼまかせていた。一方で閣議決定した郵税（郵便料金）増税などの逓信省担当分の変更は「閣議でこうすると約束したものだからこの通りにしてくれ」と反対する官僚を説き伏せた。人を使うのがうまく要所は押さえていたこと、そして望月も勉強したことからうまく回っていた。実績としてはいくつかあるが特に航空関連のものが出色で、（旧）航空法の施行、国際航路含めた定期航路の保護奨励、国策会社日本航空輸送の設立推進、を行っている。現役国務大臣で初めて飛行機に乗ったのが望月であり、羽田飛行場から約10分間東京の空を飛んだ。
この時期、郵便集配人の騒動があった。1928年（昭和3年）3月本郷郵便局の集配人が小包郵便取扱上の過失で解雇、同局で別の集配人が不穏な行為があったとして罷免、と本郷郵便局長が決断し逓信局長が了承した。これに怒った逓信系労働団体の逓友同志会は従業員大会を開き、2名の件は上司の感情的な不当解雇であるとして復職を要求、更に団体活動の自由を要求し、抗議としてストライキを起こそうとしていた。逓友同志会はこれらを持って本郷郵便局長、逓信局長、そしてその上の逓相の望月を訪れ抗議した。官僚が決定した案件であるが望月は「解雇する程度のものではない、諸君の云うのが合理的だ」と決定を覆し、1人は解雇処分を取り消し元の本郷に、もう1人は他局への異動とし、団体活動にも理解を示した。更に望月はその集配人2人を大臣室に呼びつけ直々に諭したのである。官僚のメンツを潰してまで大臣が直接裁いたこの事件は当時前代未聞のことであった。大臣室にまで呼ばれた2人はあっけにとられ、逓友同志会側も望月の一連の行動に感服し、無産政党も望月には一目置くようになった。
田中内閣において望月逓相は水野錬太郎文相とともに内閣円満運営のための調停役として動いていた。第1回普通選挙では政友会選挙相談役となり、選挙後は政友会と実業同志会との協定に向け動いている。

### 内相
望月が逓信大臣時代に田中内閣では、日本共産党（いわゆる第二次共産党）一斉取り締まりを行い（三・一五事件）、それでも共産党がコミンテルンの手先として国家転覆を図っていると判明したため、更に1928年（昭和3年）昭和天皇御大典を前に急ぐ必要があったため、緊急勅令をもって治安維持法改正を進めた。当時法相だった原嘉道の証言によると、治安維持法に死刑を導入するという重大な法律改正を緊急勅令で行うことは憲政の破壊であるという囂々たる反対論が政党間にあったが、望月が「これをやるとお互いにやられるかも知れぬぞ」と言うと、原は「この為にやられるならよいじゃないか、日本の国体を破壊する者を適当に取り締まるという事は我々の任務である。この国体破壊者の取締を厳にするという事に骨を折った為にやられるというならお互いの本望じゃないか」と答えると、望月は「いや君がそこまで覚悟していれば結構だ、それで安心した」と述べたという。ただ法案改正担当省庁の一つ内務省の鈴木喜三郎内相が専横的な事務官更迭と第1回普通選挙における選挙干渉が非難され辞任しており、田中内閣は専任内相を急いで置く必要があった。後任の内相は犬養毅が第一候補に挙がったが犬養自身はやる気がなく、その他色々候補が自薦他薦で挙がったが、田中義一首相は“人情の人”望月を選んだ。田中は望月に要請すると、望月は内相には犬養をと答え辞退したが、田中が重ねて頼み込んだため折れて内相になると決めた。

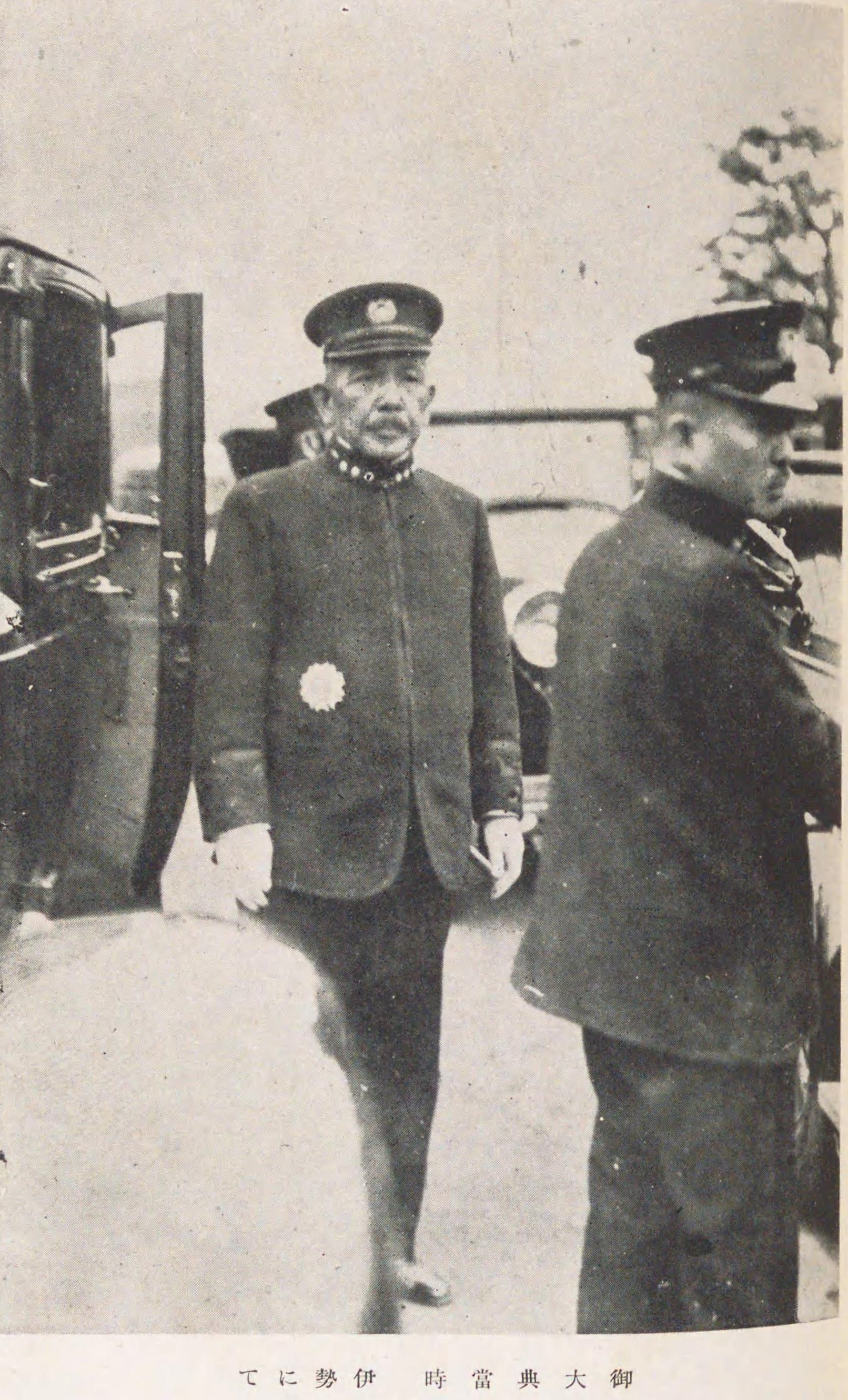
伊勢神宮での御大典に出席する望月内相

1928年（昭和3年）5月23日付で田中内閣での内務大臣に就任した。当時の新聞報道によると政党政治家叩き上げの人物で内相になったのは望月が初であるという。なお望月の内相就任には党内外ともにも異論が挙がらなかったが、望月の後任となった久原房之助逓相を発端として政争にまでなっている（水野文相優諚問題）。
一番にやらなければならなかった治安維持法改正について、当初内務省官僚ほぼすべてが反対意見を表明していた。御大典は4ヶ月後に迫っていた。そこで望月は反対する内務省官僚全員を大臣室に集めると、意気軒昂に全員を睨みつつ、閣議で決まったことだからやれ文句があるなら儂と対峙しろ、と啖呵を切った。これで官僚たちは意気消沈し反対できなくなった。野党側の違憲論に対して、政府は「憲法第八条に基づく当然の挙措にして断じて違憲にあらず。又憲法の精神に背反することなし」と応酬して、野党の反対も押し切り、改正案が成立すると、望月は御大典における警備最高責任者として各警察・保安・特高に指導激励して回った。御大典で万一のことがあったら自決して詫びるため白無垢を作らせている。御大典は滞りなく無事終わり、これにより国民の信頼を更に得た。
これ以降も天皇地方行幸には必ず白無垢と白鞘の短刀を持ち歩いていた。望月はそのことを一切口にせず秘密にしていたが、ある旅館で女中に見つかってそこから世間に漏れてしまい、感動話として広まった。
田中内閣のもう一つの重要法案が地方制度改正のための整備案であった。特に1931年（昭和6年）をめどに国税の地租を地方税に委譲、国税の営業収益税を府県営業税に統合し廃止するいわゆる両税委譲案が目玉であった。第56回帝国議会にて地租條例廃止法律案ほか合計17案を提出、内相の望月は三土忠造蔵相とともに議会で説明している。この法案も衆議院では与党の議席数で押し切り通ったが、貴族院では地租の部分が国民思想に悪影響であるとして結局は握りつぶされた。この流れで地方制度改正の話の中で婦人参政権問題が党内では挙がったが、望月は時期尚早として大反対している。
内相の時も、持ち前の人使いのうまさで官僚にまかせつつ要所を抑える方針は続いた。前任者の鈴木が専横的に人事介入したのに対し、望月は地方長官の更迭は一切行わなかった。内相という立場から利権に絡んだ誘いもあったが、金や地位に執着しない望月にとっては関係ない話で、一切聞く耳を持たなかった。望月の次に内相になる安達謙蔵の証言によると、安達が内務省に入ると望月の指導が行き届き皆和気あいあいとして正しく仕事をしていたという。“人情大臣”と呼ばれるようになったのはこの内相時代のことになる。
田中内閣は、水野文相優諚問題、幣原外交の破棄、張作霖爆殺事件での対応、など数々の問題で批判され内閣を維持できなくなったことから、1929年（昭和4年）7月2日に総辞職している。望月は、これを最後に裏方に専念し大臣にならないと決めた。

### 政友会長老

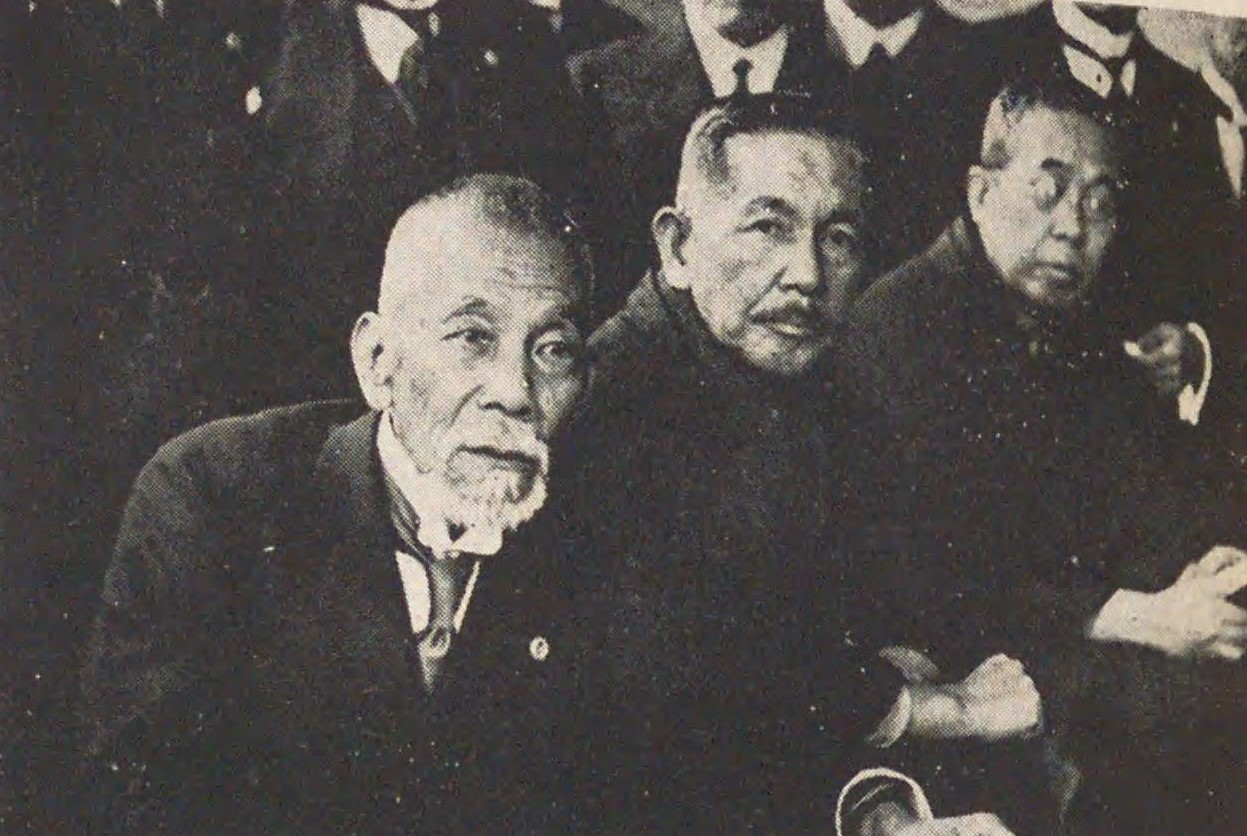
手前から、犬養毅、望月、久原房之助

大臣退任後は立憲政友会総務に復帰、ひたすら党務に専念した。岡崎邦輔とともに長老として党内調整役を進んで買って出た。
1929年（昭和4年）田中義一総裁が死去した後、次の総裁をめぐって党内で鈴木喜三郎派・床次竹二郎派・久原房之助派・旧政友会派に分かれた。望月は党内分裂を避けるため彼らより政治家として格上であり当時引退していた犬養毅を推した。望月は総裁選定の長老会議に出席すると、鈴木や岡崎など一人づつ廊下に呼び出し「犬養を推薦しようと思うがどうだ」と言うと、彼らは犬養の名を出されたため何も言えなくなり賛成に回った。そして望月は長老会議に戻り犬養推薦を提案すると、全員一致で賛成の意を表した。軽井沢で隠居していた犬養には森恪が向かい受諾を取り付けたことにより、犬養の政友会総裁がきまった。そして憲政の常道によって政友会が政権を握ることになり1931年（昭和6年）犬養内閣が発足した。
1932年（昭和7年）犬養が海軍の青年将校により殺害された（五・一五事件）後、次の総裁には鈴木派と床次派が争い鈴木にきまった。望月は岡崎・三土忠造らとともに順番的には床次が妥当と考えていたが、鈴木派の鳩山一郎や森の工作により党内は鈴木が多数となったことから、無用な争いを避けるため望月と岡崎が床次を説得し辞退させている。望月は党内では鈴木の先輩にあたるが愛党精神から鈴木を立てようとした。三土によると、望月としては間接的ではあるが鈴木の総裁就任を後押ししたこともあり党の長老として鈴木に色々相談して欲しかったが、鈴木は総裁には鳩山と森のおかげでなったと考え望月を味方と思っておらず相手にしなかった。このすれ違いがのちに対立に発展していった。
同年の選挙で絶対安定多数を獲得していた政友会としては犬養内閣の次は鈴木内閣となるべきであったが、情勢、特に陸軍が政党単独内閣を許さず強硬で、結局政党・官僚から広く閣僚を採用する挙国一致内閣に決まり齋藤内閣が成立した（五・一五事件#後継首相の選定）。それに対し鈴木総裁以下政友会幹部会は、第64回帝国議会終了後に危機的な状況は終わったとして政党単独内閣を目指し斎藤内閣と対峙する姿勢を示した。この単独内閣を目指す強情派と今は挙国一致するべきとする自重派で党内は分裂し、望月や山本条太郎の仲介で一旦収まったものの、そこから鈴木派と久原派の対立となってしまった。望月や岡崎などが何度も仲介したが対立は深まるばかりであった。

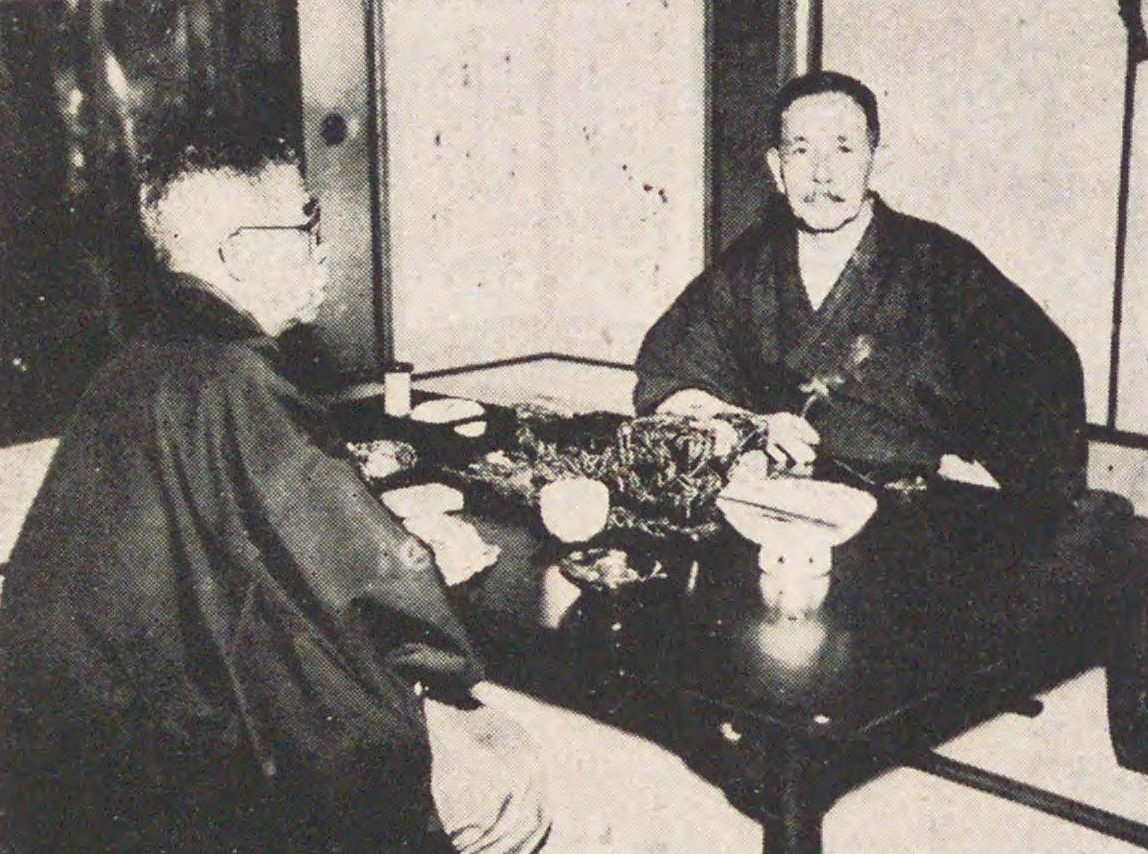
鈴木喜三郎と

1933年（昭和8年）第65回帝国議会を前に、中島久万吉商相と鈴木派の中心人物である鳩山文相の尽力で政民が連携することになり、これに床次派・久原派・旧政友会派が支持した。望月もこれで党が一致団結すると支持した。ただ3派がその大同団結運動に加わろうとすると、鈴木派は急にこの運動に反対した。報復として同議会で久原派の岡本一巳が鳩山文相の収賄を暴露し、党内の派閥争いがとうとう議会にまで波及した。岡本のほか久原派の津雲国利と西方利馬が加勢したとして、岡本は党査問会で除名処分に決定、津雲と西方の処分は望月以下総務会に一任された。望月は同情し穏便に済ませようと鈴木総裁を説得したが失敗に終わり、2人とも除名処分となった。
不毛な派閥争いの中で鈴木総裁に不満を持った望月は、名目上は会期に3人も除名者をだした責任をとるという形で衆議院に議員辞表を提出した。この行動は鈴木派を非難し久原派を擁護する行動に写ったことから、久原派は活気だち、党幹部会は次第に困惑した。幹部会は望月に辞表を撤回するよう説得、鈴木総裁も望月に直に会い説得している。頑なに意思を曲げようとしない望月に鈴木総裁が折れ、大同団結、何より党が団結するよう働きかけたことから、望月は辞表を撤回した。

### 除名処分

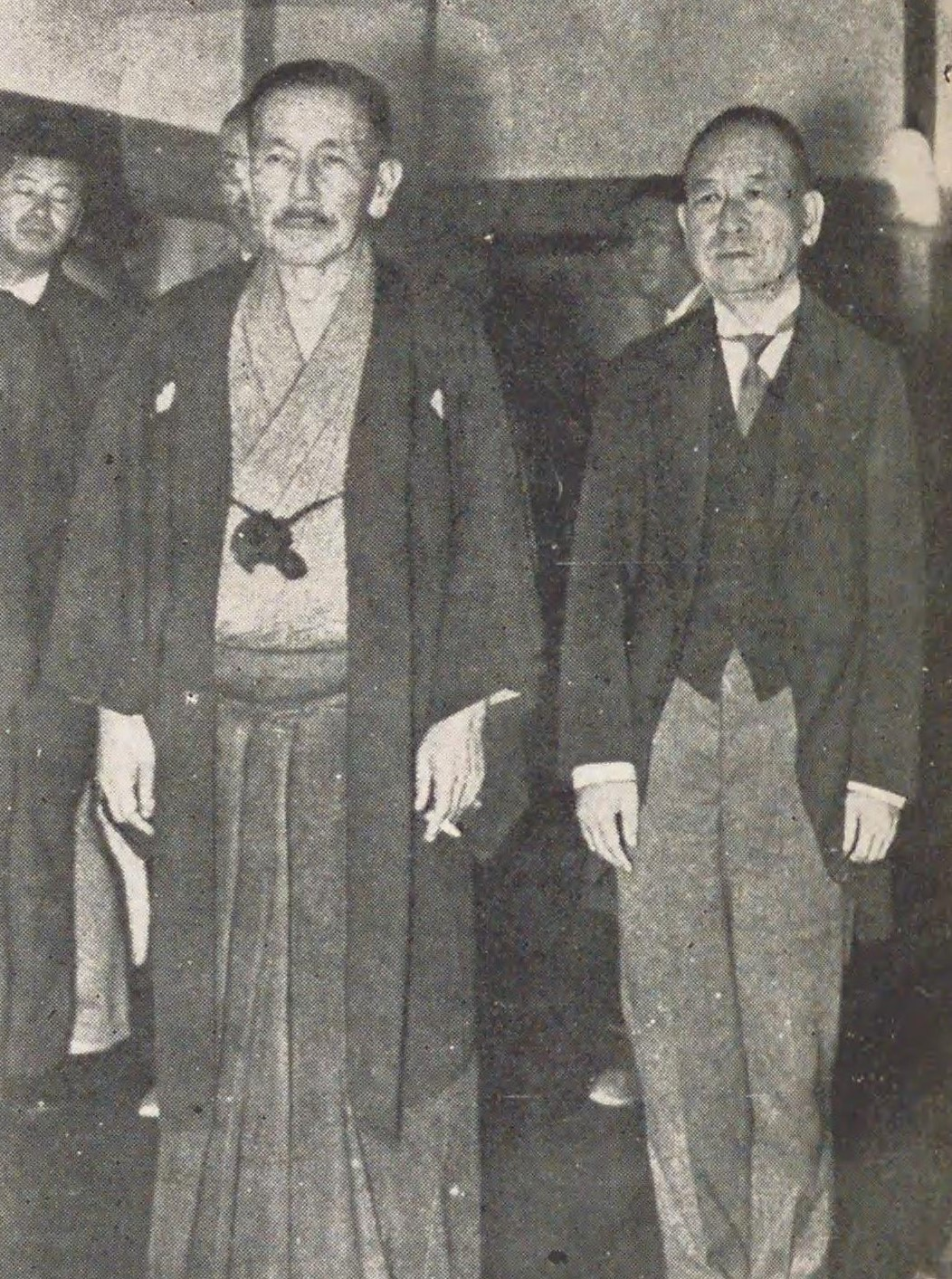
岡田啓介と

1934年（昭和9年）帝人事件によって齋藤内閣が倒れ、次も挙国一致内閣である岡田内閣が成立した。岡田啓介首相は各党に協力を求め、立憲政友会鈴木喜三郎総裁と初めて会談した際に、逓相に床次竹二郎、農林相に望月の入閣を要請した。望月と岡田は共に田中義一内閣での閣僚で旧知の仲であり、岡田は望月と直接会って説得しようとしていたが、望月はその前に即座に否定し望月の下で政務次官を務めたことがある秋田清の入閣を推薦した。逆に床次は了承し政友会入閣人事を進めていた。ただ大部分の政友会党員は岡田内閣を否定し、政友会は鈴木派の主導で政党単独内閣を目指し野党として対立姿勢を取ることになった。よって岡田内閣に入閣した床次・山崎達之輔・内田信也とこれに同調する議員は政友会幹部会によって除名処分となった。望月はこの時点では政友会に属していたが先の議員辞職騒動で鈴木総裁と対立しており、望月の推薦で入閣を夢見たが否定されたことで党に不満に持った秋田とともに、鈴木派から危険分子と見られるようになった。
そこへ政友会を揺るがす2つの事件があった。1つが党の重鎮である高橋是清がのちに岡田内閣に入閣したため除名処分したこと（党は"別離"宣言したとも）、もう1つが同年第66回帝国議会予算総会において鈴木派の不手際で政府案に屈服してしまったことである。これで派閥抗争が活発となり離党するものもでて、鈴木総裁を弾劾するものもでた。秋田が離党したのもこの時である。
1935年（昭和10年）岡田内閣は内閣とは別に、重要国策を挙国一致で取り組むため各界の有力者で構成した諮問組織"内閣審議会"を設置する。最大野党である政友会は派閥抗争で揺らぐ中で、党幹部会は岡田内閣に対立姿勢は取りながらも審議会設置は了承するという曖昧な立場を取った。そこで岡田内閣は政友会幹部会に反発する政友会勢力からまず秋田と水野錬太郎を審議会に引き入れた。秋田はこの時点では離党、水野は貴族院所属であるため政友会体勢にほとんど影響ないため、3人目の候補として、鈴木総裁に反発し審議会に引き抜くことで政友会を揺るがすほどの大きな影響力を持ちそして岡田とは旧知の仲である、望月の審査会入りを画策した。腹を決めた望月は新聞に以下のことを語っている。
水野は脱党届を提出したが、望月は「わざと自分から脱党はせん。除名するなら仕方ない。」と1935年5月10日政友会所属のまま審議会に入った。同日、政友会幹部会は望月・水野共に除名処分を下した。

### 岡田内閣と昭和会
先に立憲政友会を離れた床次竹二郎・山崎達之輔・内田信也は新党結成を画策した。1936年（昭和11年）春に総選挙が迫っていたため急がなければならなかった。ただ政友会からの引き抜きはうまく行かなかった。そこへ中心人物である床次が急死、新党結成は計画の段階で自然消滅し、そして岡田内閣にとっては床次の後任の逓相を選定する必要に迫られた。挙国一致内閣であった岡田内閣の閣僚は各党・官僚の微妙な勢力バランスで成り立っており、新しい逓相には各勢力の利害関係が一致する人物にするしかなかった。立憲民政党の人物はこれ以上勢力を拡大させたくない官僚勢が反対、国民同盟（民政党から分裂した党）の人物は民政党が反対し、最大野党である政友会から引き抜こうとしたがうまく行かなかったため、様々な条件に合致するとして政友会を離れたばかりの望月が入閣するしかなくなったのである。

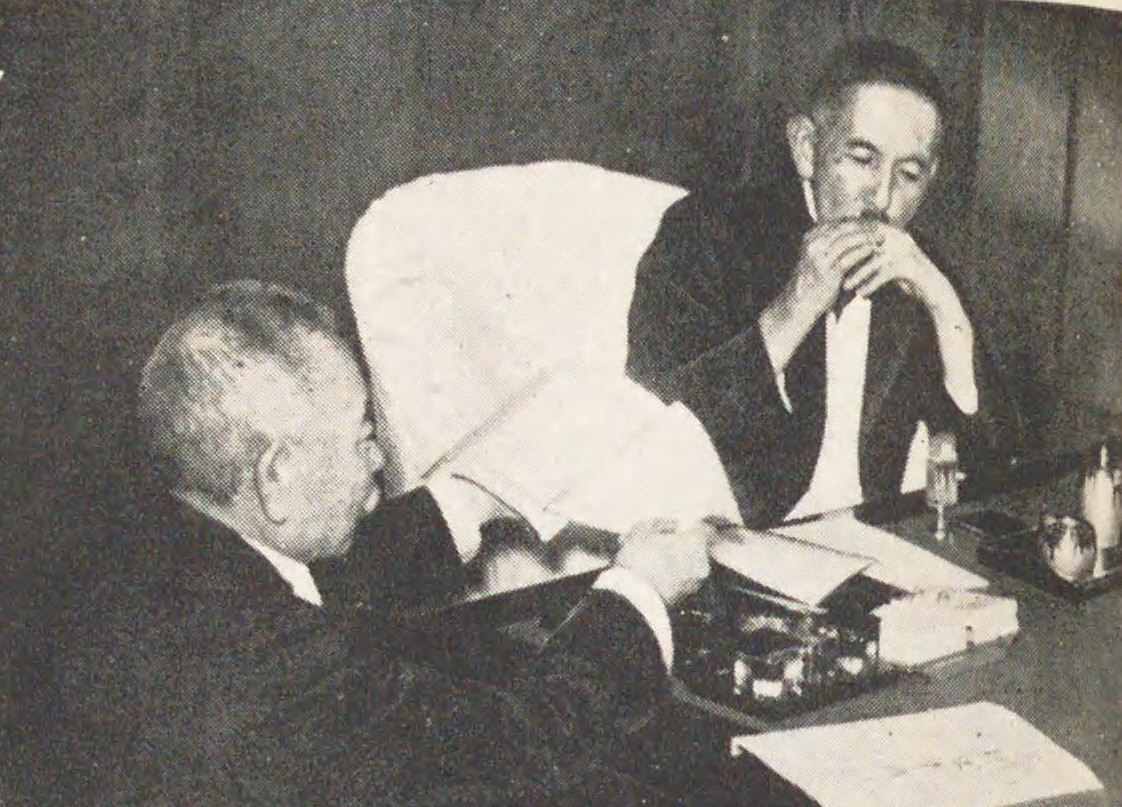
岡田内閣での逓相時代

1935年9月12日付で岡田内閣での逓信大臣に就任した。望月にとっては2度目の逓相となる。翌9月13日高橋是清・望月・山崎・内田の4閣僚が新党結成に向けて協議し、同年12月23日4閣僚と14人の政友会脱党議員からなる新政党“昭和会”を結成した。
この2次逓相時代の一番の実績は、同盟通信社の設立である（同盟通信社#誕生までの経緯参照）。設立には岩永裕吉が小泉又次郎・床次・望月の歴代3逓相を説得したことで動き出すが、一方で電通や各地方新聞社がこれを反対した。実は望月は逓相となる以前から両者の斡旋に動いている。それは電通が政友会と関係が深く、その創始者光永星郎は望月とは旧知の仲であったためであり、反対する光永を説得したのである。光永は「人情家と云われる貴方が、多年の友人たる自分が窮境に陥ってるのに救ってくれないのみか、反対側に立って私を攻めるとは何事だ」と憤慨したという。望月が逓相に就任すると岩永とともに反対勢力との融和を図ったが、反対側にも便宜をはかろうとした望月の真意が分かると今度は岩永が望月に反発した。“人情家”望月はこれらの融和を図ったのである。そして一応の見通しがたったとして同年11月7日社団法人設立の認可をだした。
政友会の提出した内閣不信任決議が可決されたことを受けて、1936年（昭和11年）1月21日衆議院解散、同年2月20日に行われた第19回総選挙の結果、政友会は大敗、民政党が第一党となり昭和会と国民同盟の議席を合わせ与党は安定多数を獲得した。この6日後に二・二六事件が起こり、岡田内閣は崩壊するのである。
1936年2月26日、陸軍皇道派の影響を受けた青年将校らが下士官兵を率いてクーデターを起こし、結局は未遂に終わる。岡田内閣では首相の岡田と蔵相の高橋が襲撃され、事件発覚当初は岡田・高橋ともに殺害されたと伝わる（後に岡田は義弟と間違えられたことにより助かったとわかる）。望月は二・二六事件の朝、原宿の自宅にいた。事件発覚後、原宿警察署長が望月の家の
警備に入り望月に避難勧告をした。望月は「こういう時にいつ宮中からお召しがあるも知れない、その時に望月圭介が家に居たとあっては一大の恥だ」とこの勧告を受け入れず、天機奉伺に宮中に参内すると自動車に乗って皇居へ向かった。ただ賊軍が取り囲み通そうとしなかったため一旦家に帰ったが、参内したい気持ちを抑えられず再び皇居へ向かうと竹橋門前で賊軍に阻止された。そこで望月は「自分は国務大臣として天機奉伺のため参内するのだ、通せ」と毅然とした態度で抗議した。これに負けた賊軍は通すに至った。この時参内した閣僚で閣議が行われ、後藤文夫内相の総理大臣臨時代理を決定、即座に上奏裁可、同日午後6時に発表した。同時に岡田内閣総辞職も決定、同日深夜に後藤首相臨時代理は全閣僚の辞表を奉呈する。翌2月27日内閣は高橋蔵相薨去と町田忠治商相の蔵相兼任を発表する。後に岡田首相が生きていたとわかり後藤臨時代理の退任、と当時に岡田首相と町田兼任蔵相は辞表を奉呈し、3月9日内閣総辞職となった。また望月はこの期間逓信大臣として放送および電信電話を掌握、戒厳司令部と連携して臨機応変に措置している。

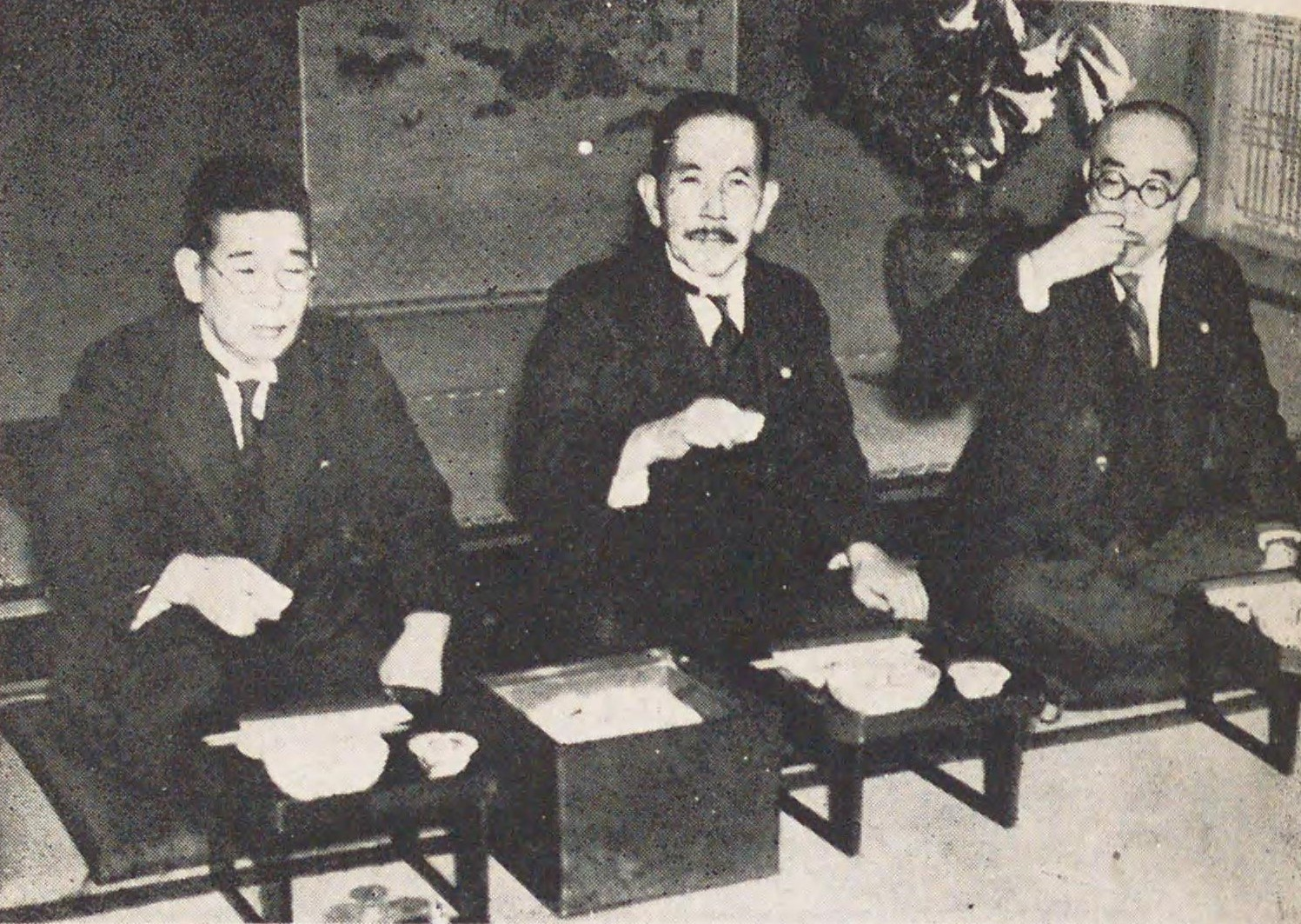
左から山崎達之輔、望月、内田信也。昭和会忘年会の様子。

高橋死去後、昭和会は望月と内田が牛耳っていた。廣田内閣、林内閣と昭和会は与党であったが、政友会は野党、林内閣では民政党も野党に回り、未だ政争が繰り広げられていた。少数与党の林内閣はこの二大政党を相手に苦戦し、懲罰的な意味で衆議院解散したものの、第20回衆議院議員総選挙では与党議席を減らすこととなり、結果林内閣は短命での総辞職となった。
第20回総選挙後の昭和会集会にて望月は、激動する国際および国内情勢に対して政治は一致団結して取り組まなければならない状況となったため、既存の政党は一度解散して一つにまとまるべきで、その先陣として昭和会を解党するべき、と演説した。名川侃市は、この時の望月の主張は松岡洋右の思想とよく似ており、秋田清を通じて両者が何らかの接触があったのでは、と述べている。望月は林内閣瓦解の1週間前に林銑十郎首相と会い昭和会解散の旨を伝えており、この行動は不安定な林内閣に不穏な行動をしたとして批判されている。そして昭和会は1937年（昭和12年）5月21日自主解散となった。つまり、昭和会解散は望月が主導したことになる。

### 晩年

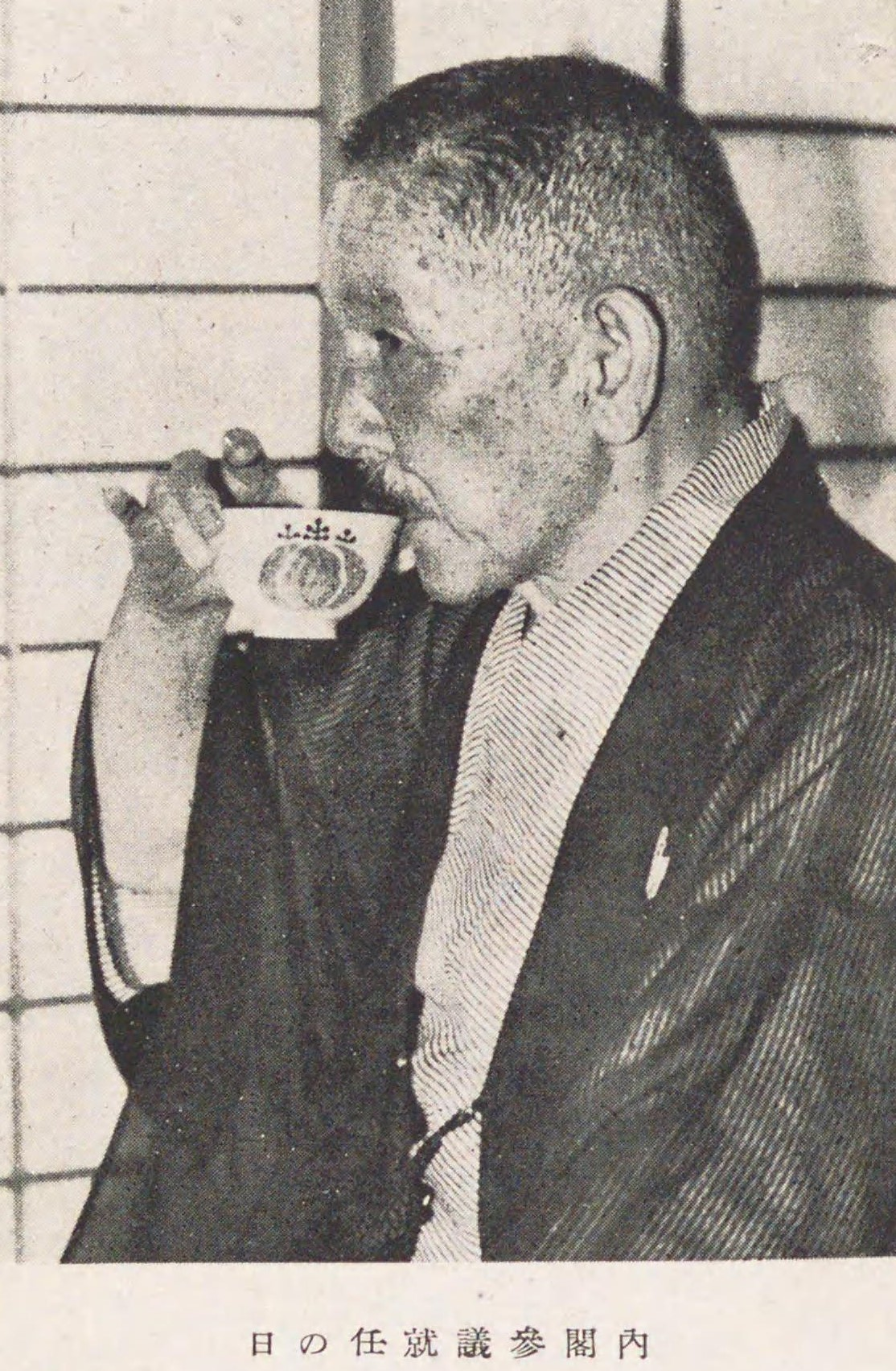
1940年2月13日内閣参議就任日

1937年（昭和12年）6月、第1次近衛内閣が成立する。望月も近衛文麿に首相への出馬を求めた一人である。この1ヶ月後に盧溝橋事件が起こり、日中戦争に突入した。
昭和会解散後、無所属となった望月に立憲政友会側から接触してくる。当時政友会は中島知久平を総裁とした"革新派"（革新同盟）と久原房之助を総裁とした"正統派"に分裂しており、鳩山一郎・前田米蔵・島田俊雄・堀切善兵衛ら政友会重鎮が所属する中島派（革新派）は元々政友会重鎮であった旧昭和会勢を勢力に入れようと画策していた。望月は最初はいい返事をしなかったが結局は折れて、1939年（昭和14年）政友会中島派に復帰した。長年いて愛着のあった政友会に復帰した望月だが、昭和会解散の時の考えと変わらず既存政党を解党し総結集する考え（＝大政翼賛会）は変わらなかった。革新派側に復帰したのも、政友会の古い体質を打破するためであった。日本の各政党が相次いで解散し大政翼賛会に合流するのは1940年（昭和15年）夏のころになる。
1940年2月、米内内閣内閣参議に就任する。内閣参議は第1次近衛内閣時代に設置され後の内閣でも採用されたものだが、米内光政が首相となった時に既存の参議1人が入閣し更に参議3人が意見対立から辞任したため、広田弘毅・大井成元・中村良三とともに望月は就任した。当時の新聞には「断りきれなくて引き受けた」と答えている。
1940年12月、望月は体調を崩していた。12月27日第76回帝国議会開院日となり議会に向かおうとしたが家族に止められ休んでいた。12月29日状態は急変し、1941年（昭和16年）1月1日、急性肝炎のため原宿の自宅で没した。臨終には岡田啓介、中島、内田信也、秋田清らが立ち会っている。
死去後、従二位、瑞宝章、勅使（徳川義寛）御差遣を賜う。戒名は「大乗院殿釋桂崖明徳大居士」。告別式は1月7日築地本願寺で行われ、広島県葬は遺族が辞退し2月4日大崎上島・下島両島の島葬が行われた。墓所は多磨霊園にある。望月の死去後、太平洋戦争が勃発することになる。

## 略歴
- 1867年4月1日（慶応3年旧暦2月27日） - 生誕。幼名三郎[12]
- 1880年（明治13年） - 上京、攻玉社入学[181]
- 1881年（明治14年）
  - 3月 - 攻玉社炎上[181]
  - 共立学校に転校[181]
- 1883年（明治16年）
  - 共立学校卒業
  - 明治英学校入学か？[182]
- 1884年（明治17年）
  - 5月27日 - 圭介に改名[182]
  - 帰郷し家業に就き長崎で石炭廻漕業務[182]
- 1895年（明治28年）秋頃 - 台湾に視察、マラリヤを患う[183]
- 1898年（明治31年）
  - 3月15日 - 第5回総選挙に自由党から立候補、落選[184]
  - 8月10日 - 第6回臨時総選挙に自由党から立候補、当選[184]
  - 10月29日 - 自由派憲政党結成の伴い、同党所属[184]
- 1900年（明治33年） - 立憲政友会結成に伴い、同党所属[185]
- 1901年（明治34年）6月5日 - 政友会地方遊説部の一員に指名される[185]
- 1902年（明治35年）7月14日 - 第7回総選挙に政友会から立候補、落選[186]
- 1903年（明治36年）
  - 3月1日 - 第8回総選挙に政友会から立候補、当選[186]
  - 6月26日 - 政府と政友会の妥協を慨して離党[186]
  - 12月3日 - 離党者有志19人と共に無名倶楽部（同志研究会）を結成[186]
- 1904年（明治37年）3月1日 - 第9回総選挙に中立で立候補、落選[186]
- 1905年（明治38年）
  - 3月 - 同志研究会解散[186]
  - 政友会に復帰[186]
- 1908年（明治41年）5月15日 - 第10回総選挙に政友会から立候補、当選[187]
- 1909年（明治42年）
  - 1月19日 - 政友会中国団体指名の競技員就任[187]
  - 12月20日 - 政務調査会役員第5分科理事就任[187]
- 1910年（明治43年）5月16日 - 鉄道港湾に関する調査員就任[188]
- 1912年（明治45年／大正元年）
  - 5月16日 - 第11回通常総選挙に政友会から立候補、当選[188]
  - 議員有志と中国視察[188]
  - 12月23日 - 院内幹事に指名される[188]
- 1914年（大正3年）
  - 3月27日 - 政友会幹事に指名[189]
  - 12月10日 - 政友会政治調査員役員理事に指名[189]
- 1915年（大正4年）
  - 1月11日 - 政友会選挙委員に指名[189]
  - 3月25日 - 第12回臨時総選挙に政友会から立候補、当選[189]
  - 5月15日 - 院内幹事に指名される[189]
- 1916年（大正5年）3月1日 - 政友会幹事および党務委員会理事に指名[189]
- 1917年（大正6年）
  - 1月 - 院内幹事に指名される[190]
  - 4月20日 - 第13回臨時総選挙に政友会から立候補、当選[190]
  - 6月19日 - 政友会筆頭幹事および政務調査会役員理事に指名される[190]
  - 10月1日 - 党務員会理事に指名される[190]
- 1918年（大正7年）
  - 3月28日 - 政友会筆頭幹事に指名される[190]
  - 9月 - 衆議院代表シベリア出兵慰問団団長として渡航[190]
  - 10月1日 - 政友会幹事長に指名される（1回目）[190]
- 1919年（大正8年）3月28日 - 政友会幹事長に指名される（2回目）[190]
- 1920年（大正9年）
  - 5月10日 - 第14回臨時総選挙に政友会から立候補、当選[191]
  - 7月31日 - 政友会総務委員に指名される[191]
  - 9月10日 - 農商務省参事官に任命される[191]
  - 11月9日 - 臨時財務経済調査委員に任命される[191]
- 1922年（大正11年）
  - 3月28日 - 農商務省参事官を依願退任[191]
  - 6月15日 - 政友会幹事長に指名される（3回目）[191]
- 1923年（大正12年）
  - 3月28日 - 政友会幹事長に指名される（4回目）[192]
  - 9月1日 - 関東大震災
- 1924年（大正13年）
  - 2月1日 - 政友会選挙副委員長に指名[192]
  - 5月10日 - 第15回臨時総選挙に政友会から立候補、当選[192]
- 1925年（大正14年）4月1日 - 政友会筆頭総務に指名[192]
- 1927年（昭和2年）4月20日 - 田中義一内閣成立に伴い逓信大臣に親任。叙従三位勲二等[193]
- 1928年（昭和3年）
  - 1月 - 議会解散、政友会選挙相談役に指名[194]
  - 2月2日 - 第16回臨時総選挙に政友会から立候補、当選[194]
  - 5月23日 - 内務大臣に就任[193]
    - 6月29日 - 緊急勅令治安維持法中改正法立案を公布[194]
    - 11月 - 昭和天皇御大典護衛に付く[194]
- 1929年（昭和4年）7月2日 - 田中内閣総辞職により内務大臣辞任[194]
- 1930年（昭和5年）
  - 2月20日 - 第17回総選挙に政友会から立候補、当選[194]
  - 12月5日 - 帝都復興記念章[195]
- 1932年（昭和7年）2月20日 - 第18回臨時総選挙に政友会から立候補、当選[196]
- 1934年（昭和9年）
  - 2月19日 - 衆議院議員辞表提出[197]
  - 2月25日 - 衆議院議員辞表撤回[197]
- 1935年（昭和10年）
  - 3月16日 - 衆議院にて憲政功労者として表彰[198]
  - 5月10日 - 岡田内閣内閣審議会入り、同日政友会から除名処分[198]
  - 9月12日 - 逓信大臣に任命[198]
  - 9月13日 - 新党結成に向け協議、12月23日昭和会結成[198]
- 1936年（昭和11年）
  - 2月20日 - 第19回総選挙に昭和会から立候補、当選[198]
  - 2月26日 - 二・二六事件
  - 3月9日 - 岡田内閣総辞職により逓信大臣辞任[198]
- 1937年（昭和12年）
  - 4月30日 - 第20回総選挙に昭和会から立候補、当選[167]
  - 5月21日 - 昭和会解散[167]
- 1939年（昭和14年）6月21日 - 政友会中島派に復帰[199]
- 1940年（昭和15年）2月13日 - 米内内閣内閣参議に就任[200]
- 1941年（昭和16年）1月1日 - 死去[200]

## 栄典
位階
- 1927年（昭和2年）12月15日 - 従三位[201]
- 1936年（昭和11年）3月2日 - 正三位[202]
- 1941年（昭和16年）1月1日 - 従二位[203]

勲章等
- 1938年（昭和13年）2月11日 - 金杯一個[204]

## 人物

### 性格
政治家望月の性格形成に大きく関係するのは、幼い頃から「仏の道に違うな」と躾けられ、20代にマラリヤで生死をさまよったことで、熱心な真宗門徒となったことである。善行に努め、背徳を恐れ、金や地位といった欲を遠ざけた。
極度に贅沢を諌めた。清貧を貫き、政治家人生でお金に関して非難を受けたことがないという。会社の重役を兼務したことはなく、ひたすら政党政治家として活動した。こうした望月に日本中どころかハワイにも支援者が居た。
また望月の大きな特徴として癇癪持ちであることが挙げられ、数々の武勇伝を残している。
- 誰かを怒る前に親指と人差指を擦る癖があった。回りにいたものは指を擦り始めると怒りの前兆だとわかり腹をくくったという[6]。
- 議員になる前の話。ある日、船で若い女性連れの老人と乗り合わせた。そこへ商人風の男客がその女性に絡むようになり卑猥な言葉まで浴びせるようになった。これに怒った望月は商人風の男を蹴り上げ喧嘩をふっかけた。周りの乗客は望月の味方をし散々騒いだため、商人風の男は謝るしかなかった。その女性を連れていた老人は望月に感激し顔を覚えており、十数年後に議員となった望月が大分へ遊説に行った際にその老人が現れ「議員になる人は若い頃から違いますな」と当時のことへの感謝を伝えている[210][211]。
- 立憲政友会への愛党精神から怒ることもあった。島田三郎が議会で政友会弾劾演説をやった後議席に戻る途中に遭遇した望月は、島田の脛をおもいっきり蹴り上げると「やあ失敬」と挨拶した。毒気を抜かれた島田は何も言い返せず足を引き釣りながら帰っていったという[212]。第41回帝国議会で若手の三木武吉が僭越な振る舞いをした時は「議員倶楽部でまっているよ」と脅しをかけた[213]。後年の田中義一内閣での閣僚時代、清瀬一郎が政友会弾劾演説をやった際には大臣席からヤジの応酬をした[214]。
- 1915年第36回帝国議会では、対華21カ条要求において“5号条項”を全部削除したことが外交上の失敗として問題となり第2次大隈内閣の焦点となった。外相加藤高明がその釈明のため壇上に立った際に、政友会の議席から突如大声で「売国奴ッ！」とヤジが飛んだ[215]。声の主は望月であった[216]。ここから加藤の演説中、ヤジ合戦となり大混乱となった[217]。望月は興奮して間違ったこと言ったと反省し取り消しを求めたが、衆議院議長島田三郎は「取り消しだけでは済まされない。良心の発動を求める。」と要求すると、加藤外交に不満を持つ政友会はこれに反発し更に議会は混乱した[217]。結局望月の発言はうやむやとなり懲罰委員会にも回されなかった[217]。
- 若い頃、第3次桂内閣内閣不信任決議の際に西園寺公望政友会総裁の態度が軟弱と見て、西園寺邸に向かい大いに暴れたという。後年政友会で長老となった際、岡田内閣成立を巡って安藤正純が党長老会に殴り込んできたときには、全く取り合わず騒がしいから相談できぬと帰ってしまった。それを見た党長老の1人岡崎邦輔は、「若い頃西園寺邸で暴れた望月は安藤の比ではなった。人は変われば変わるもの、勝手なものだ。」と笑った[212]。
- 林銑十郎首相が衆議院解散を決断した結果、第20回衆議院議員総選挙で野党に惨敗したことにより林内閣が倒れることになるが、倒閣原因となった通称食い逃げ解散の決断理由についてはいくつか説がある。当時の有力な説として、与党昭和会の望月が議会運営が困難だった林に対して「解散で野党を脅せ」と提案したためというものがあった[218]。ただし望月周辺の人物によると、望月ではなく山崎達之輔農相が提案した、あるいは望月・山崎両方共知らないと言っていた、など証言がある[218][219]。

望月の伝記をまとめた望月圭介伝刊行会は、一言でいうと「激情の人」と表現している。ある新聞は「熱情野人」、ある雑誌は「下町長屋的人情家」（いわゆる江戸っ子気質）と表現した。小原直は「自分の信念に忠実な人であったが、その反面くそ真面目なキザさがあった」と語る。理義人情より先に感情的な行動を取った風に見えるときもあり、その時は批判されている。
望月が政界で調停役としてあまりにも有名になったが、湯沢三千男によると妥協とか合流とかいうものではなかったという。私欲野心がなく赤心で正面からぶつかっていったかと思えば、わがままに見えるほど強引に押し通して、数々解決してきたのである。曰く「椅子に未練がないからなんでも言いたいことが言える、ものにこだわるから苦しくなるのだ」。
尊敬する人物は豊臣秀吉。理由は望月いわく、織田信長傘下の武将の中で秀吉だけが不平を言わずに忠節に励んだため。『太閤記』を愛読していたことが有名であった。また『大宝積経』を初めとする仏教書物を教科書とした。曰く「自分の親分は仏と秀吉」であったという。

### 趣好
「遊び人」として知られていた。当時政治と花柳界は密接な関係であったこと、そしておおらかな時代であったためこれらのことは政治家として問題にはならなかった。趣好する分野それぞれに贔屓がおり、清元節の三世清元梅吉（清元寿兵衛）、歌舞伎の中村吉右衛門、囲碁の瀬越憲作、相撲の安藝ノ海を特にかわいがった。
音曲
- 代議士として東京に出た頃である1890年（明治33年）清元お葉に弟子入りし[185]、お葉が亡くなった後はその義理の息子になる二世清元梅吉の下で学んだ[231]。これは父・東之助が短気な望月を見て歌でも習ったら優しい気になるだろうと勧めた、と言われている[232]。得意とした曲目は「お俊伝兵衛」「梅の春」「雁金」[233]。若い頃政治に嫌になったときには本気で清元の師匠になろうと考えたこともあったという[105]。なお二世清元梅吉は息子に跡を継がせる気はなかったが望月の助言で思い直し息子を弟子入りさせた[234]。この息子が三世清元梅吉、つまり清元寿兵衛になる。
- 小唄も好きで特に「五万石」が得意だった[235]。堀派に支援している。寿兵衛門下の小唄勝太郎が五万石のレコードを出すにあたり、望月のところへ習いに来た話がある[235]。
- 明治中頃、若手政治家の中に粋人とか通人と呼ばれた三人衆がいた。和歌や今様の岡崎邦輔、骨董や茶道の高橋箒庵、そして清元の望月であった[7]。また早速整爾の義太夫節とともに衆議院の浄瑠璃双璧と持て囃された[232]。

好角家
- 相撲好きで、更に自分で相撲をとるのが大好きだった[236]。他のスポーツには全く興味なく、相撲のみを好んだ[237]。好きな理由は「彼らが土俵の上に立つと私利私欲がなく、ただ自分の力を頼む一事にある」ためと答えている[238]。
- 串本康三から常陸山を紹介してもらってから贔屓となり、そこから出羽海部屋を贔屓にし、そこから出てきた安藝ノ海を溺愛したのである[230][239]。安藝ノ海が幕内に上がると広島県人会の音頭で後援会が作られ、その会長に望月が就任した[239]。
- 普段は相撲見物を満喫していたが、贔屓の力士の取組となると居てもたってもいられなくなった。安藝ノ海が双葉山に唯一勝った取組の日、望月は見に行っていたがいざその取組になると「見ちゃいられぬ」と帰ってしまい、世紀の一番を見逃してしまった[240]。
- 昭和11年5月場所の後、慰労会が開かれた。負け越した力士を労い次場所に奮起してもらおうという趣旨だった。ただ大きく負け越していたため親方衆から自重しろと言われ水以外口に入れなかった。望月が「それじゃあご馳走しても何にもならない」といい、世話していた胎中楠右衛門が説得すると力士たちはそれじゃあと食べだした。料理は天ぷらだったがその時の勘定は何百円にもなった[241]。

囲碁
- 囲碁好きは父・東之助ゆずり。兄弟全員好きで、弟・乙也、望月、兄・俊吉、父・東之助の順で強かったという[242]。瀬越憲作によると、望月の棋風は正道であったという[243]。弟・乙也によると、望月は上品な碁を好み下品な碁を嫌っていた[242]
- 瀬越を東京に連れてきたのは望月である[243]。そして瀬越のみならず、その一門である呉清源・橋本宇太郎・鈴木圭三らも支援した[244]。

その他
- 酔ってくると髭をなで上げる癖があったことから、芸者から「髭さん」と呼ばれていた[245]。
- 議員になってから殆どを東京で暮らしており、大崎上島に住む家族とは別居状態が続き、妻・チサトは望月が“相当遊んでいた”ことを知っていたが理解を示していた[246][247]。
- 東京では千代という別の女性と同棲していた。元々は新橋の芸妓で清元や踊りが得意だったという[248]。望月は大正初めまでは経済的に苦しい状況が続いたが、彼女がそれを支えたのである[249]。1913年（大正2年）妻・チサトが死去し、娘達を東京に引き取ると、彼女が事実上の後妻となり、呼び寄せた娘達とも仲良く暮らしたという[248][250][251]。なおチサトや娘達を気遣って彼女とは籍を入れておらず、病気がちだったことから子どももおらず、1921年（大正10年）亡くなっている[252][250]。
- 衆議院シベリア出兵慰問団に同行した鈴木文史朗によると、望月は移動の最中1ヶ月間にわたり話術を披露していた。中でも女性との失敗談が秀逸であったという[8]。
- 2次逓信大臣の同盟通信社認可の話。1935年11月7日、和服を着込んだ望月は同盟通信田中都吉委員長以下幹部を逓信省に呼び寄せ、彼らとの問答の後、懐中から社団法人設立認可指令書をだして手渡した、という芝居がかったことをしている[159]。

### 周辺人物との関係
人の好き嫌いがはっきりしており誰でも好意を持つということはなかった。同郷の政友会議員でも仲が良くないものもいれば、政敵であった党の中に仲良くしていたものもいた。
- 最初の政党を自由党としたのは、板垣退助を尊敬したことから。毎年行われた追悼法会には必ず世話人になった[254]。
- 昭和4年（1929年）12月8日、日光東照宮の板垣退助像（初代）建立の時には、序幕式で、式辞を述べている[255][256]。

- 星亨は自由党/立憲政友会の先輩にあたり尊敬していた。星から「憲法政治は強調譲り合いの政治であるから絶対という言葉は慎もうではないか」と言われ、以降望月は絶対という言葉を使わなかった[257][258]。岸田正記は望月から絶対という言葉はめったに使うなと言われている[259]。
- 原敬とはお互い信頼しあっており、上記以外にも逸話がある。
  - 原とは当初は“フランス帰りのキザなハイカラさ”に性が合わなかった。ただ伊藤博文が「今に一番偉くなるぞ」と原を高く評価していたこと、そして原の真理を理解してくると、以降原に対して絶対的に信頼していった。望月は「原ほど傑れて公平な人はいない。国家のためにいつでも死ねる人だ。」と評価し、原が凶弾に倒れた際はひどく落胆した[9]。
  - 政友会は当時祝宴になると芝の三縁亭を用いていた。原内閣成立の祝宴を行っていた時、望月は原に「もう三縁亭は止めてもうちょっと気の利いた所にしてはどうです？」と言った。これに原は「三縁亭は政友会が低迷していた頃から親切にしてくれた。今更変えるなど忍びないじゃないか」と答えた。これに望月は原の手をとって「ああ、これこそ政友会の総裁だ。」と涙したという[213][260]。
  - 望月が幹事長時代、栃木県の有志たちが北海道の土地払い下げ運動のため陳情に来た。幹事長が了承すれば内務省も北海道長官も賛成するとして、望月のところに来たわけである。ただ望月は「そんな利権案には賛成出来ない」とはねつけた。これに脱党届をちらつかせる強行に出るも、望月は「君達一群挙って脱党してもその問題には賛成出来ない。よしんば一県を挙げて脱党しても賛成出来ない。ただし君達に一言しておくが、君達もかかる利権案のために脱党したと合っては面目が立つまいから他の名目でやり給え。」と一喝した。これに怒った有志たちが原のところへ行くと、原は望月を支持し有志たちを諭したという[79]。
- 高橋是清が校長を務めていたことがある共立学校に望月が入学したが、当時2人に交流があったか不明。望月が議員2年目になると高橋に連れられて遊び回っていたという[261]。望月は政友会幹事長を4度務めるがうち3度が高橋総裁時代のことになる。上記生涯のとおり高橋が二・二六事件で凶弾に倒れるまで関係は続いた。
- 鈴木喜三郎とは党の方針で対立したことにより望月は政友会を離党したが、名川侃市によると2人の仲はとても良かったという[147]。少年時代に同じ下宿先だったころからの仲であり、お互いフランクに接していた[20]。名川や岸田は、望月と鈴木が子どものような言い合いをしていたところをたびたび目撃している[262][263]。
- 鳩山一郎のことは嫌っていた。理由の一つとしては年功序列を重んじないため。名川によると政友会鈴木派と対立していった理由には鳩山の存在もあったという[264]。
- 秋田清は、望月が逓相となった時に政務次官として下についた。これは小泉策太郎の策で望月にはしっかりした女房役が必要と考えたことから[265]。“人使いの名人”望月と“鬼才”“曲者”として知られた秋田とは相性がよかった[265]。望月が内相に選ばれたのは望月の人徳を評価されたことに加え政務次官としての秋田の手腕を期待されたためで、望月と秋田はともに内務省に転籍している[265][103]。その後も2人の関係は続き、望月の臨終にも立ち会っている[178]。
- 宮澤裕は大臣時代の望月の秘書官を務めた。宮澤を選んだのは望月が若手時代に問責脱党した頃からの政友会の先輩である小川平吉の娘婿であったため興味が湧いたことと、同郷だったからと言われている[266]。宮澤も可愛がったようで、例えばある日、内相官舎で宮澤が吉田茂・長岡隆一郎を呼んでカモを焼いて食べていると、そこへ通りかかった望月がそれは違うと彼ら3人にカモの焼き方食べ方を指導した。吉田によると、望月のやり方のほうが格別にうまかったという[267]。
- 池田勇人の生家・池田家は望月の支援者であった。
- 岡田啓介は田中内閣以前から知り合いだという[268]。仲がよく、特に岡田が首相になってから望月はなにかと便宜を図った[268]。望月の墓に刻まれた文字は岡田の書である。
- 美濃部達吉は天皇機関説事件によって国賊とされ外出もできず、その立場を同情するものもいたが美濃部宅を訪れるものは皆無だった。そこへ当時逓相の望月は義侠心から美濃部宅へ慰問に訪れた。それ以来、2人は親しくなった[269][119]。
- 現在望月の胸像が生家そばの大崎公園にある。望月も懇意にした上田直次作。これにまつわる2つの話がある。
  - 内務大臣時、昭和天皇御大典護衛の大任を無事終えたことと御大典祝賀を目的として胸像が作られた。発起人は佐上信一、佐々木良一、名川侃市、渡辺伍、森田福市、大橋信吉、宮澤裕、村井二郎吉、岸本斐夫、高宗侊一、嶋居哲、堀内廉一、中田謙二、細川潤一郎、宮地茂秋、宮本源之助、小山寛蔵、梅田寛一、久保田金四郎、木村寛一、木島茂、藤田好三郎。ほか全国の有志約500人から募り、2個作られ生家に寄付した。望月は辞退するわけには行かず受け入れた[270]。
  - 本郷町付近町村の有志がお金を集めて作ろうとしたが、お金が足りなかったため、有志達はついに望月にお金を頼み込んだ。望月は「大体わしは銅像など作ってもらうことが迷惑なのに、その上金まで出せとは全くもってけしからん。いけんいけん、やめやめ。」と一銭も出さなかった。銅像はできかかっていたため止めることはできず、仕方なく有志は更に金策に走った[271]。後にこの本郷の有志は上の500人の有志に加わることになる[270]
- 望月死去の後、望月圭介伝記編纂委員会が結成された。このときのメンバーは、中島知久平、大橋信吉、胎中楠右衛門、名川侃市、佐々木良一、中田謙二、岸田正記、鳥越雅一、野村秀雄、宮澤裕、青木精一、春名成章、大石主計、志田了介、三枝博音[272]。編纂主宰は三枝、その下に鳥井博郎と宅間道哉がついた[272]。

### 地元との関係
- 地元大崎上島での貢献は県会議員だった父と兄弟とともに尽力している。例えば芸陽海員学校（現広島商船高等専門学校）設立は父・東之助が尽力したものであるが、国立へ移管する際は望月と弟・乙也が尽力している[273][274]。
- 地元行事である大崎上島櫂伝馬競漕を好み、支援している[275][276]。
- 呉線（三呉線）誘致は特に望月の尽力によるものとして知られている[277]。大正初期に三呉線施設運動が挙がり、竹原がその運動の中心になると東側の三原・糸崎はこれに呼応しのちに西側の呉が続いた[278]。いよいよ鉄道省へ陳情へ向かう前に、望月のところで指示を仰いだのである[278]。望月も積極的に動き、敷設にこぎつけた。竹原市内にその功績をたたえ『三翁頌徳碑』という石碑がたっている[277]。
- 広島市の太田川改修（太田川放水路）は1932年（昭和7年）予算が了承され着工に至るが、これは当時の中橋徳五郎内相や内務省官僚を元内相であった望月などが口説き落としたことから成立したもの[279]。
- 旧制広島高等学校設置に尽力した人物の1人[280]。
- 毒ガスを研究する市民団体などでは当時豊田郡忠海町長の望月忠吉が望月圭介の息子であったことから、圭介が大久野島への大日本帝国陸軍毒ガス工場誘致に尽力したとしている[281]。なお、下記の通り忠吉は実際には圭介の従甥[282]であり、虚偽が含まれていることに注意する必要がある。
- 山口吾一（広島ガス）によると、望月は地元貢献では元首相加藤友三郎や元蔵相早速整爾と同等あるいはそれ以上で、選挙地盤でないところも面倒見た[278]。

## 家族
主要人物以外は省略している。
| 善三郎 |      |      |      |      |      |  |  |  |  |  |  |        |      |      |      |      |      |  |  |  |  |  |  |          |      |      |      |      |      |  |  |  |  |  |  |      |      |      |      |      |      |
|        |      |      |      |      |      |  |  |  |  |  |  | 東之助 |      |      |      |      |      |  |  |  |  |  |  |          |      |      |      |      |      |  |  |  |  |  |  |      |      |      |      |      |      |
|        |      |      |      |      |      |  |  |  |  |  |  |        |      |      |      |      |      |  |  |  |  |  |  |          |      |      |      |      |      |  |  |  |  |  |  |      |      |      |      |      |      |
| 智恵   | 智恵 | 智恵 | 智恵 | 智恵 | 智恵 |  |  |  |  |  |  |        |      |      |      |      |      |  |  |  |  |  |  | 俊吉     | 俊吉 | 俊吉 | 俊吉 | 俊吉 | 俊吉 |  |  |  |  |  |  | 龍   | 龍   | 龍   | 龍   | 龍   | 龍   |
| 智恵   | 智恵 | 智恵 | 智恵 | 智恵 | 智恵 |  |  |  |  |  |  |        |      |      |      |      |      |  |  |  |  |  |  | 俊吉     | 俊吉 | 俊吉 | 俊吉 | 俊吉 | 俊吉 |  |  |  |  |  |  | 龍   | 龍   | 龍   | 龍   | 龍   | 龍   |
|        |      |      |      |      |      |  |  |  |  |  |  | リツ   | リツ | リツ | リツ | リツ | リツ |  |  |  |  |  |  |          |      |      |      |      |      |  |  |  |  |  |  | ふじ | ふじ | ふじ | ふじ | ふじ | ふじ |
|        |      |      |      |      |      |  |  |  |  |  |  | リツ   | リツ | リツ | リツ | リツ | リツ |  |  |  |  |  |  |          |      |      |      |      |      |  |  |  |  |  |  | ふじ | ふじ | ふじ | ふじ | ふじ | ふじ |
|        |      |      |      |      |      |  |  |  |  |  |  |        |      |      |      |      |      |  |  |  |  |  |  | 望月圭介 |      |      |      |      |      |  |  |  |  |  |  |      |      |      |      |      |      |
|        |      |      |      |      |      |  |  |  |  |  |  |        |      |      |      |      |      |  |  |  |  |  |  |          |      |      |      |      |      |  |  |  |  |  |  |      |      |      |      |      |      |
|        |      |      |      |      |      |  |  |  |  |  |  |        |      |      |      |      |      |  |  |  |  |  |  |          |      |      |      |      |      |  |  |  |  |  |  | 委子 |      |      |      |      |      |
|        |      |      |      |      |      |  |  |  |  |  |  |        |      |      |      |      |      |  |  |  |  |  |  |          |      |      |      |      |      |  |  |  |  |  |  |      |      |      |      |      |      |
|        |      |      |      |      |      |  |  |  |  |  |  |        |      |      |      |      |      |  |  |  |  |  |  | チサト   |      |      |      |      |      |  |  |  |  |  |  |      |      |      |      |      |      |
|        |      |      |      |      |      |  |  |  |  |  |  |        |      |      |      |      |      |  |  |  |  |  |  |          |      |      |      |      |      |  |  |  |  |  |  | チエ |      |      |      |      |      |
|        |      |      |      |      |      |  |  |  |  |  |  |        |      |      |      |      |      |  |  |  |  |  |  |          |      |      |      |      |      |  |  |  |  |  |  |      |      |      |      |      |      |
|        |      |      |      |      |      |  |  |  |  |  |  |        |      |      |      |      |      |  |  |  |  |  |  |          |      |      |      |      |      |  |  |  |  |  |  |      |      |      |      |      |      |
|        |      |      |      |      |      |  |  |  |  |  |  |        |      |      |      |      |      |  |  |  |  |  |  |          |      |      |      |      |      |  |  |  |  |  |  | 三重 |      |      |      |      |      |
|        |      |      |      |      |      |  |  |  |  |  |  |        |      |      |      |      |      |  |  |  |  |  |  |          |      |      |      |      |      |  |  |  |  |  |  |      |      |      |      |      |      |
|        |      |      |      |      |      |  |  |  |  |  |  |        |      |      |      |      |      |  |  |  |  |  |  |          |      |      |      |      |      |  |  |  |  |  |  |      |      |      |      |      |      |
|        |      |      |      |      |      |  |  |  |  |  |  |        |      |      |      |      |      |  |  |  |  |  |  | 乙也     |      |      |      |      |      |  |  |  |  |  |  |      |      |      |      |      |      |
|        |      |      |      |      |      |  |  |  |  |  |  |        |      |      |      |      |      |  |  |  |  |  |  |          |      |      |      |      |      |  |  |  |  |  |  |      |      |      |      |      |      |
|        |      |      |      |      |      |  |  |  |  |  |  |        |      |      |      |      |      |  |  |  |  |  |  |          |      |      |      |      |      |  |  |  |  |  |  |      |      |      |      |      |      |
|        |      |      |      |      |      |  |  |  |  |  |  | 源九郎 |      |      |      |      |      |  |  |  |  |  |  |          |      |      |      |      |      |  |  |  |  |  |  |      |      |      |      |      |      |
|        |      |      |      |      |      |  |  |  |  |  |  |        |      |      |      |      |      |  |  |  |  |  |  |          |      |      |      |      |      |  |  |  |  |  |  |      |      |      |      |      |      |
|        |      |      |      |      |      |  |  |  |  |  |  |        |      |      |      |      |      |  |  |  |  |  |  |          |      |      |      |      |      |  |  |  |  |  |  |      |      |      |      |      |      |
|        |      |      |      |      |      |  |  |  |  |  |  | チヨ   | チヨ | チヨ | チヨ | チヨ | チヨ |  |  |  |  |  |  |          |      |      |      |      |      |  |  |  |  |  |  | 忠吉 | 忠吉 | 忠吉 | 忠吉 | 忠吉 | 忠吉 |
|        |      |      |      |      |      |  |  |  |  |  |  | チヨ   | チヨ | チヨ | チヨ | チヨ | チヨ |  |  |  |  |  |  |          |      |      |      |      |      |  |  |  |  |  |  | 忠吉 | 忠吉 | 忠吉 | 忠吉 | 忠吉 | 忠吉 |

この望月家は特に大望月と呼ばれている。大崎上島で望月姓を名乗るものは、鎌倉時代末期に島に渡ってきた望月筑後守常閑という武士を祖先とし、その宗家が大望月であると言われている。江戸時代後期の望月善三郎が大望月の中興の祖と言われ、この島屈指の廻船問屋となり造船・石灰販売で知られるようになる。一家の信仰を禅宗から浄土真宗に改宗したのは善三郎である。
明治初期に廻船操業は下火となったが、望月東之助が石炭運搬で持ち直した。上記の通り炭鉱採掘も行っていたが採算が取れなかったため短期間でやめ、もっぱら運搬に特化した。東之助は、豊田郡長代理・戸長・東野村長・広島県会議員・郵便局長など歴任した。第一回県会の時の県議で、一期のみで再出馬しなかった。東之助は4男4女をもうけ、長子が俊吉、次男は夭折、5番目が圭介、末子が乙也になる。
次は兄・望月俊吉が大望月の当主となった。俊吉も圭介と同じく自由党から立憲政友会に属した議員で、広島県会議員や広島市会副議長など歴任している。国政に打って出なかったのは、出ようとした頃に家業が不振だったことと、圭介の方に力を入れていたため。岡本柳之助や井上角五郎・三浦梧楼と交流があった。子どもは1男7女、兄・俊吉が死去した後は圭介が全員の面倒を見た。1人息子望月龍は満鉄に勤め、圭介の次女・チエと結婚、戦後県議会議員となった。娘の1人ふじは、俊吉の死後に圭介が正式に養女として引き取り、素封家恒松於菟二と結婚した。
兄・俊吉が死去した後は弟・望月乙也は大望月の当主となった。東野村長を務めた後、兄・俊吉死去を受けてその基盤で県会議員に出馬し当選、圭介が内務大臣になった頃には乙也は県会議長であった。なお圭介は乙也の政治活動に便宜を図ったことはなかった。大望月は造船業のみ乙也が引き継いだが、1918年（大正6年）頃にそれも終わることになった。建築用の石灰も扱い、愛媛の岩城島と小大下島に石灰山を所有し、岩城は圭介・小大下は乙也が引き継いだが双方ともに売却している。
圭介と一人目の妻との子ともはなし。二番目の妻であるチサトとの子は3人いたが全員娘で、さらに全員他家に嫁いでいる。上記の通り次女が兄・俊吉の一人息子に嫁ぎ、兄死去後その娘ふじを養女に迎えている。南洲翁遺訓の「児孫のために美田を買わず」を敬い財を残さなかった。
圭介の叔母チヨの孫にあたる望月忠吉は、豊田郡忠海町長を3期のち三原市助役を務めた。

## 参考資料
- 望月圭介伝刊行会『望月圭介伝』羽田書店、1945年。2016年10月23日閲覧。

## 関連作品
- 1960年『武器なき斗い』演：宮口精二